# Panther
Xe tăng Panther (Con Báo) là tên một loại xe tăng hạng trung phục vụ cho quân đội Đức Quốc xã từ giữa năm 1943 đến cuối năm 1945. Nó được thiết kế ra nhằm thay thế cho Panzer III và Panzer IV để làm đối trọng với xe tăng T-34 của Liên Xô. Panther đã hoạt động cho đến tận cuối cuộc chiến cùng với Tiger I. Panther là loại tăng có sự phối hợp tuyệt vời giữa hỏa lực, lớp giáp bảo vệ, động cơ cũng như độ linh hoạt mà ít loại tăng nào trong cuộc thế chiến thứ 2 có thể sánh bằng. Nó có ảnh hưởng không nhỏ sau chiến tranh mặc dù không được áp dụng vào từng chi tiết. Nhiều nhà sử học quân sự cho rằng Panther là một trong những loại xe tăng hiện đại nhất trong cuộc chiến tranh thế giới thứ hai.
Vào năm 1944, nó được đặt tên lại là Panzerkampfwagen V Panther và theo tên kĩ thuật là Sd.Kfz. 171. Ngày 27 tháng 2 năm 1944, Quốc trưởng Adolf Hitler đã quyết định bỏ số V ra khỏi tên chính thức của Panther vì muốn tỏ ra đây là một loại tăng mới hoàn toàn. Với trọng lượng 45 tấn, Đức phân loại Panther là xe tăng hạng trung, trong khi theo cách phân loại của Mỹ, Anh, Liên Xô thì Panther là một xe tăng hạng nặng.
Trên thực tế, Panther chính là phiên bản xe tăng được phối hợp từ nhiều các loại tăng khác nhau. Nó có động cơ giống như Tiger I, tuy nhiên pháo chính của Panther dài hơn, có độ xuyên giáp và giáp trước nhỉnh hơn chút ít so với Tiger I. Panther có trọng lượng nhẹ hơn nếu tính theo tổng thể và di chuyển nhanh hơn, nó còn có khả năng di chuyển trong các địa hình khác nhau. Pháo nòng dài 75mm của Panther bắn ra loại đạn nhỏ hơn so với pháo 88mm của xe tăng Tiger I, khiến cho sức nổ của đạn yếu hơn, tạo điều kiện cho bộ binh địch tiếp cận xe tăng dễ hơn, nhưng dù sao pháo 75mm của Panther vẫn thực hiện nhiệm vụ khá tốt. Về vỏ giáp, giáp trước Panther nhỉnh hơn chút ít so với Tiger I nhưng giáp hông thì yếu hơn khá nhiều. Điểm yếu nhất của Panther chính là lớp giáp sườn khá mỏng (chỉ có 45mm nghiêng 20 độ) khiến nó dễ bị phá hủy nếu bị bắn trúng vào hông, đặc biệt là trong các trận đấu tăng tầm ngắn.
Panther có chi phí sản xuất rẻ hơn Tiger I và Tiger II nhưng đắt hơn Panzer IV, nó được thiết kế ra nhằm thay thế Panzer IV và cân bằng lại mặt trận với các đối thủ tăng Liên Xô. Ngay sau khi được thiết kế, Panther đã cho kết quả rất tốt trên chiến trường và không lâu sau đó được nhân rộng sản xuất nhiều hơn cả Tiger dù không nhiều bằng Panzer IV. Panther chủ yếu hơn các xe tăng hạng nặng khác của Đức ở chỗ bộ truyền lực, bộ truyền động bằng xích tạo điều kiện cho Panther có tỉ lệ sản xuất cao và ít tốn thời gian. Ngược lại, hệ thống động cơ với công suất cao và hệ thống treo phức tạp lại làm thời gian sản xuất chậm lại nhưng chúng vẫn thực hiện nhiệm vụ của mình khá tốt; lớp giáp bọc khá dày và vũ khí cũng rất mạnh. Chính vì vậy Panther có hiệu quả hơn rất nhiều so với Tiger và Panzer IV. Nhược điểm kĩ thuật duy nhất của nó là bộ phận truyền động bằng xích, mặc dù vấn đề này được đề cập nhiều lần nhưng vẫn chưa bao giờ được sửa chữa.
Xe tăng Panther bắt đầu hoạt động chính thức vào năm 1943, khi Đức Quốc xã cố gắng lấy lại thế cân bằng trên toàn mặt trận. Trong trận vòng cung Kursk, trước khi các vấn đề về bánh răng được sửa chữa, Panther được huy động không nhiều. Sau đó, trên các mặt trận phía Tây và phía Đông từ năm 1943 cho đến cuối cuộc chiến, Panther là một trong những loại tăng chính góp phần bảo vệ lãnh thổ của Đức Quốc xã, nhưng những thành công của nó thường bị hạn chế do sự thiếu hụt về không quân, nhiên liệu và những kíp chiến đấu không được rèn luyện kỹ. Tuy nhiên nó vẫn là một trong những loại xe tăng thành công nhất của người Đức trong Chiến tranh thế giới thứ hai với các ưu điểm về kĩ thuật và vũ khí. Phe Đồng Minh và Liên Xô đã phản ứng rất tích cực trước việc người Đức tung ra mẫu tăng này bằng cách thiết kế và đưa vào chiến tranh các loại xe tăng hạng nặng như IS-2 và M26 Pershing.

## Quá trình thiết kế và sản xuất

### Thiết kế
Một đài radio ở Liên Xô giới thiệu về chiếc Panther như sau:
| “                                                          | Quân địch đã đưa ra một loại tăng mới. Hình dạng giống như tăng "Tridsat-chedvyorka" (T-34). Chiếc tăng được bọc giáp nặng, trọng lượng khoảng từ 40-50 tấn. Vũ khí của nó có thể là pháo 88mm AA. Xe tăng của chúng ta đã thua chúng ở tầm dưới 2000 m. | ” |
| — Đài phát thanh Liên Xô phát vào ngày 8-tháng 7-năm 1943. | |   |

Nhà sử học quân sự người Nga Mikhail Nikolaevich Svirin từng nhận xét xe tăng Con Báo như sau:
| “                            | Panther là một đối thủ khá mạnh và khá đáng sợ, cũng có thể được xem là loại tăng mạnh-thành công nhất của Đức Quốc xã trong Chiến tranh thế giới thứ hai (cũng có thể là đối với tất cả các đối thủ trong Chiến tranh thế giới thứ hai). Tuy nhiên, một số nhược điểm không thể chối cãi của nó như là chi phí sản xuất đắt, sản xuất khó và rất dễ bốc cháy. | ” |
| — Mikhail Nikolaevich Svirin | |   |

Panther được thiết kế để đáp trả lại lực lượng Xô-Viết nói chung và hai loại tăng T-34 và KV nói riêng. Khi Panzer III và Panzer IV lần đầu chạm trán T-34 vào ngày 23 tháng 6 năm 1941 trong Chiến dịch Barbarossa, T-34 đã ngay lập tức thể hiện được các tính năng ưu việt của mình như giáp sườn được bọc kĩ, pháo chính 76,2 mm có độ xuyên giáp cao và chính xác, xích tăng được thiết kế rộng-bền với tầm hoạt động rất xa; với những tính năng đặc biệt trên T-34 đã nhanh chóng đánh bại Panzer III và Panzer IV một cách dễ dàng, đưa đến mối đe dọa cho sự thành công của chiến dịch. Ngay lập tức theo như nguyện vọng của tướng Heinz Guderian, một phái đoàn đặc biệt có tên là "Panzerkommision" được cử đến mặt trận phía Đông để nghiên cứu cũng như đánh giá về tăng T-34.

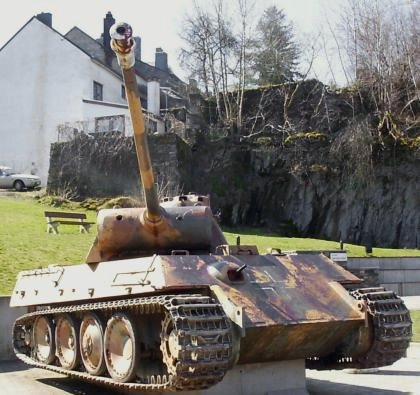
Panther Ausf. G tại bảo tàng Houffalize, Bỉ

Thiết kế toàn diện của T-34 đã khiến người Đức phải thán phục. Đức quyết định thiết kế một loại xe tăng hạng trung mới. Vào ngày 25/11/1941, Adolf Hitler ra lệnh cho Wa Prüf bắt đầu công việc phát triển xe tăng hạng trung mới và nó phải vượt trội hơn T-34. Đến tháng 12/1941, Wa Pruef chỉ thị cho hai hãng Daimler-Benz và MAN (Maschinenfabrik Augsburg-Nürnberg AG) thiết kế loại xe tăng có trọng lượng khoảng 30 tấn, trang bị pháo 75mm KwK L/70, Rheinmetall-Borsig tham gia vào quá trình phát triển tháp pháo mới.
Thiết kế đầu tiên là mẫu VK30.02(D) của Daimler-Benz, gần như sao chép hoàn toàn T-34/76. Nó nhanh chóng bị loại bỏ do Hitler sẽ không thích loại xe mới của Đức lại là một "bản nhái" từ xe tăng đối thủ.
Vào tháng 4 năm 1942, Daimler-Benz (DB) và Maschinenfabrik Augsburg-Nürnberg AG (MAN) cùng trình một bản thiết kế tăng hạng trung có trọng lượng 35 tấn. Bản của Daimler-Benz được đặt tên kĩ thuật là VK30.02(M) và trình lên Adolf Hitler đúng vào ngày sinh nhật ông ta. Mẫu thiết kế mới có tháp pháo-thân giống như tăng T-34, nhưng có sử dụng hệ thống treo bằng lò xo xoắn thay vì hệ thống ống xoắn như T-34. Bản thiết kế tháp pháo của DB nhỏ hơn của MAN và có vòng đai tháp pháo khá nhỏ, tuy nhiên bản thiết kế của DB làm cho phần thân tăng hơi hẹp khiến cho hệ thống treo lò xo bị rời ra ngoài thân tăng. Các bản thiết kế Panther đều sử dụng hệ thống lò xo treo phía trên hệ thống thanh xoắn, khi lắp hai hệ thống trên nhau thì phần thân tăng sẽ đỡ dài-rắc rối và khi thiết kế các hệ thống giảm xóc sẽ đơn giản hơn. Giống như T-34, bản thiết kế tăng Panther của DB có hệ thống đĩa xích hoạt động nhờ sự chuyển động của các tay đòn quay lực (vốn lấy các chuyển động từ xi-lanh). DB thiết kế Panther là tăng có tổ lái ba người: chỉ huy, pháo thủ và nạp đạn; pháo L/70 75 mm dài và nặng hơn pháo chính của T-34, tuy nhiên việc lắp pháo chính vào tháp pháo là hơi khó vì không đủ chỗ trống. Đã có dự án giảm kíp chiến đấu của Panther từ ba người xuống còn hai người.
Bản thiết kế của MAN lại thể hiện nhiều ý tưởng táo bạo của người Đức như đĩa xích và hệ thống truyền lực được đặt ra phía trước nối với động cơ qua các thanh đòn, tháp pháo được thay thế, sử dụng nhiên liệu dầu-xăng để hoạt động, hệ thống treo gồm tám thanh xoắn được gắn hai bên trục tăng. Vì hệ thống treo tám thanh xoắn và trục lái đều hoạt động phía dưới ngăn tháp pháo nên thân tăng MAN to và dài hơn thân tăng DB. Trước đó một vài tháng, Henschel thiết kế Tiger I và sử dụng hệ thống "slack-track" (tạm dịch:hệ thống bánh xích nới lỏng) kết hợp gầm treo Christie và bánh gối được thiết kế rộng-to hơn. Toàn bộ các chi tiết này được lắp vào tăng Panther. So sánh hai bản thiết kế có thể thấy bản thiết kế của MAN ít có sự sao chép trực tiếp từ T-34 hơn và có nhiều sự tương đồng với các kiểu xe tăng trước đó của Đức.
Cả hai bản thiết kế đều được xem xét từ tháng 1 năm 1942 đến tháng 3 năm 1942. Bộ trưởng Chiến tranh Todt và người kế nhiệm ông ta là Albert Speer đều giới thiệu bản thiết kế của DB cho Hitler. Về sau, MAN cải tiến bản thiết kế của họ, học tập một số điểm từ DB, và tiếp tục trình lên Hitler vào tháng 5 năm 1942. Ngày 11/5/1942, đề án xe tăng mới nhận định danh "Panther". Hitler xem qua bản thiết kế này một đêm và ngày 14/5/1942, ông ta quyết định chọn MAN là hãng sản xuất chính cho Panther. Một trong những lý do chính khiến cho Hitler chọn MAN đó chính là hãng này sử dụng tháp pháo có sẵn của Rheinmetall-Borsig trong khi DB lại yêu cầu phải thiết kế một tháp pháo mới, khiến cho vấn đề thời gian và công đoạn sản xuất bị kéo dài hơn so với dự kiến.
So với mục tiêu thiết kế ban đầu, Panther đã nặng hơn đáng kể do Hitler ra lệnh phải gia cố thêm vỏ giáp cho Panther (điều này làm tăng khả năng chống đạn nhưng cũng kéo theo các trục trặc cơ khí do xe tăng nặng hơn dự kiến). Albert Speer nhận xét như sau trong cuốn tự truyện "Inside the Third Reich":
| “              | Từ khi tăng Tiger tăng trọng lượng từ 50 tấn lên 75 tấn (theo như lệnh Hitler) thì chúng đã nhận thức ra là phải thiết kế một loại tăng hạng trung (nặng khoảng 30 tấn) nhanh nhẹn hơn và chính xác hơn và đó chính là Panther - nó đã thể hiện rất tốt những gì chúng tôi mong chờ. Mặc dù nhẹ hơn Tiger, nhưng Panther có động cơ giống hệt giúp nó đạt được tốc độ rất cao. Nhưng một lần nữa, Hitler lại ra lệnh phải gia cố giáp cho Panther cũng như lắp súng nặng hơn, to hơn khiến cho trọng lượng của Panther lên đến 48 tấn - ngang bằng với Tiger lúc trước | ” |
| — Albert Speer | |   |

### Sản xuất
Như đã nói ở trên, bản thiết kế Panther của hãng MAN thể hiện nhiều tính năng ưu việt hơn Daimler-Benz, ngoài ra bản thiết kế này có lớp giáp bọc tốt hơn, pháo chính mạnh, hệ thống treo hoạt động tốt, xích tăng rộng và thùng chứa nhiên liệu to hơn. Một chiếc xe tăng Panther giả bằng sắt đã được thử nghiệm vào tháng 9 năm 1942 tại Kummersdorf. Sau khi thử nghiệm xong Panther đã được chính thức đưa vào sản xuất. Tuy nhiên, việc sản xuất vấp phải một số vấn đề về khung tăng, các thiết bị máy. Chiếc Panther đầu tiên được lắp ráp một cách vội vã hoàn thành vào tháng 12 năm 1942. Ngay sau đó, OKH ra lệnh xem xét các bản thiết kế của các hãng khác như Daimler-Benz, Maschinenfabrik Niedersachsen-Hannover (MNH) và Henschel & Sohn (ở Kassel) và nâng cấp phiên bản Panther của MAN.
Cuối năm 1942, lô tăng 20 chiếc "tiền sản xuất" được đặt hàng, chúng được định danh là Panzerkampfwagen V Panther Ausführung-A, lô xe tăng này có đặc điểm kỹ thuật khác với phiên bản Ausf-A sản xuất hàng loạt sau này khi được bọc giáp mỏng hơn (giáp trước dày 60 mm) và trang bị phiên bản đầu của pháo tăng 75mm KwK-42 L/70, động cơ là loại Maybach HL-210 P-45 công suất 650 mã lực.
Sang tháng 12/1942, một phiên bản mới hiện đại hơn là Ausf-D ra mắt, còn 20 chiếc tăng Ausf-A lô đầu được đặt tên lại thành Ausf-D1 và sử dụng cho mục đích thử nghiệm, huấn luyện. Nhiều chiếc Ausf-D1 đã được gắn tháp pháo của Panzer IV Ausf-H (tháp pháo này không xoay được) để chuyển thành xe tăng chỉ huy trên mặt trận phía Đông vào đầu năm 1944.
Kế hoạch ban đầu là sản xuất 250 chiếc/tháng do MAN làm. Nhưng về sau, con số này tăng lên 600 chiếc/tháng. Mặc dù đặt kế hoạch là như vậy nhưng thật ra MAN không thể nào đạt được đến con số này do Đồng Minh càng ngày càng tăng cường ném bom lên đất Đức và vì một số lý do khác nữa. Việc sản xuất vào năm 1943 đạt 148 chiếc mỗi tháng. Vào năm 1944, con số này tăng lên 315 chiếc mỗi tháng (trong năm đó MAN sản xuất được 3.777 chiếc Panther). Từ tháng 7 năm 1944 đến tháng 3 năm 1945, MAN sản xuất được 380 mỗi tháng, nâng tổng số Panther được sản xuất lên đến hơn 6.000 chiếc. Vào tháng 9 năm 1944, các số liệu ghi nhận có hơn 2.304 chiếc Panther được sản xuất nhưng chỉ có 692 chiếc bị mất ngoài chiến trường.
Đồng Minh tập trung đánh bom ở những địa điểm sản xuất Panther-Tiger quan trọng vào ban đêm. Từ ngày 27-28 tháng 4 năm 1944, các nhà máy lắp ráp động cơ của Maybach bị đánh bom dữ dội khiến cho việc sản xuất bị tạm ngừng hai tháng. Tuy nhiên một số nhà máy khác đã được chỉ định sẵn để sản xuất thay thế như Auto-Union tại Siegmar - nhà máy này chính thức hoạt động vào tháng 5 năm 1944. Đồng Minh bắt đầu chuyển qua ném bom các nhà máy của Daimler Benz chuyên sản xuất Panther vào ngày 6 tháng 8 năm 1944 và đánh phá dữ dội từ ngày 23-24 tháng 8. Các nhà máy của MAN bị ném bom vào các ngày 10 tháng 9, 3 tháng 10 năm 19 tháng 10 năm 1944 và tiếp tục bị đánh bom trở lại vào ngày 3 tháng 1 năm 20-21 tháng 2. MHN thì phải chấm dứt hoạt động sau khi bị 2 đợt tấn công ngày 14 và 28 tháng 3 năm 1945.
Việc đánh bom này chính là một động thái của phe Đồng Minh phản ứng lại việc Đức tung ra loại xe tăng Panther. Các máy bay Đồng Minh có tầm bay xa, mang được một số lượng lớn các loại bom đã khiến cho việc sản xuất Panther bị giảm từ 25-30% vào năm 1943, 8% vào năm 1944. Điều này đã ảnh hưởng lớn đến số lượng Panther được tung ra chiến trường và cũng chính là một phần nguyên nhân dẫn đến thất bại của phe Đức.

### Số lượng sản xuất

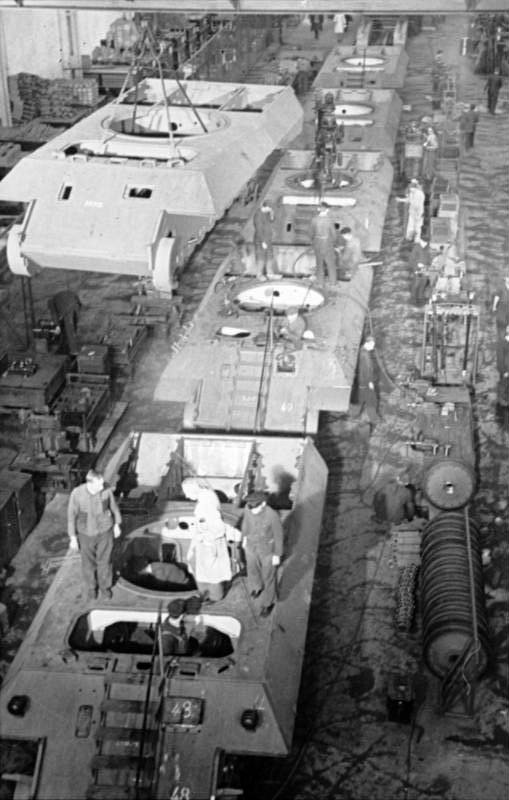
Dây chuyền sản xuất tăng Panther

Xe tăng Panther chính là một trong ba loại xe tăng được sản xuất nhiều nhất.
| Loại                       | Số lượng sản xuất | Thời gian sản xuất | Ghi chú                 |  |
| -------------------------- | ----------------- | ------------------ | ----------------------- |  |
| Mẫu thử nghiệm             | 2                 | 11/42              | Có tên là V-1 và V-2    |  |
| Ausf. D                    | 842               | 1/43-9/43          |                         |  |
| Ausf. A                    | 2.192             | 8/43-6/44          | Còn được gọi là Ausf.A2 |  |
| Ausf. G                    | 2.953             | 3/44-4/45          |                         |  |
| Befehlspanzer Panther      | 329               | 5/43-2/45          | Đã được biến đổi        |  |
| Beobachtungspanzer Panther | 41                | 44-45              | Đã được biến đổi        |  |
| Bergepanther               | 347               | 43-45              |                         |  |
|                            |                   |                    |                         |  |

| Hãng sản xuất                              | Chiếm trên tổng số |
| ------------------------------------------ | ------------------ |
| Maschinenfabrik Augsburg-Nürnberg (M.A.N.) | 35%                |
| Daimler-Benz                               | 31%                |
| Maschinenfabrik Niedersachsen-Hannover     | 31%                |
| Các hãng khác                              | 3%                 |
|                                            |                    |

### Chi phí
Một vài nguồn của Đồng Minh đã cho rằng chi phí của xe tăng Panther là 117.100 RM, so với 49.228 RM của Panzer II Ausf-F, 82.500 RM của StuG-III, 96.163 RM của Panzer III Ausf-N, 103.462 RM của Panzer IV Ausf-G và 250.800 RM của Tiger I. Các số liệu chi phí trên chưa tính giá thành vũ khí, kính ngắm và bộ điện đàm.
Khẩu pháo 75mm L/70 của Panther có giá 12.000 RM, khẩu súng MG-34 có giá 250 RM Nếu tính đầy đủ chi phí cho vũ khí, kính ngắm và bộ điện đàm thì mỗi chiếc Panther Ausf-G có giá thành là 176.100 RM
Theo như giá thời đó, Panther là loại xe tăng có giá thành khá rẻ và hiệu quả của Đức trong Chiến tranh thế giới thứ hai. Tuy nhiên đây mới chỉ là giá của các phiên bản đầu, về sau Panther được cải tiến lại khiến cho chi phí có tăng lên chút ít. Nhưng nó vẫn còn rẻ hơn so với rất nhiều loại xe tăng hạng nặng khác của Đức thời bấy giờ, một thí dụ điển hình nhất chính là bản báo cáo sản xuất Tiger-I các năm 1942-1943 tốn hơn 800.000 RM (về sau giá thành của Tiger-I giảm xuống 399.800 RM do số lượng sản xuất tăng lên, nhưng như vậy vẫn đắt gấp 2,2 lần so với Panther).
Tuy nhiên, tổng chi phí sản xuất Panther vẫn còn khá đắt so với đa số loại xe tăng của Đồng Minh và Liên Xô. Tính theo thời giá 1945, mỗi chiếc Panther có giá khoảng 55.000 USD (không kể giá thành vũ khí, kính ngắm và bộ điện đàm) và khoảng 81.000 USD nếu trang bị đầy đủ, trong khi xe tăng T-34 của Liên Xô có giá chỉ khoảng 25.500 USD (phiên bản T-34/76) hoặc 27.000 USD (phiên bản T-34/85), xe tăng M4 Sherman của Mỹ có giá khoảng 46.000 - 51.000 USD, xe tăng Cromwell của Anh có giá khoảng 42.700 USD. Như vậy, Panther có giá đắt gấp 3 lần so với T-34/85, hoặc đắt gấp 1,7 lần so với M4 Sherman.
Tốc độ sản xuất của Panther (tính theo số giờ công lao động) cũng lâu hơn khá nhiều so với các mẫu xe tăng khác. Mỗi chiếc Panther của Đức tốn 150.000 giờ công chế tạo, trong khi M4 Sherman của Mỹ tốn khoảng 17.000-25.000 giờ công, Panzer III (các phiên bản đầu) tốn 4.000 giờ công, T-34/85 Model 1945 thì chỉ tốn 3.250 giờ công. Nhưng dù sao Panther cũng chỉ tốn số giờ công chế tạo bằng 1 nửa so với xe tăng Tiger I (tốn đến 300.000 giờ công).
Việc sản xuất được bắt đầu từ năm 1942 dưới sự chỉ đạo của Albert Speer. Tổng cộng hơn 6.000 chiếc Panther được sản xuất đến cuối cuộc chiến.

## Cấu tạo

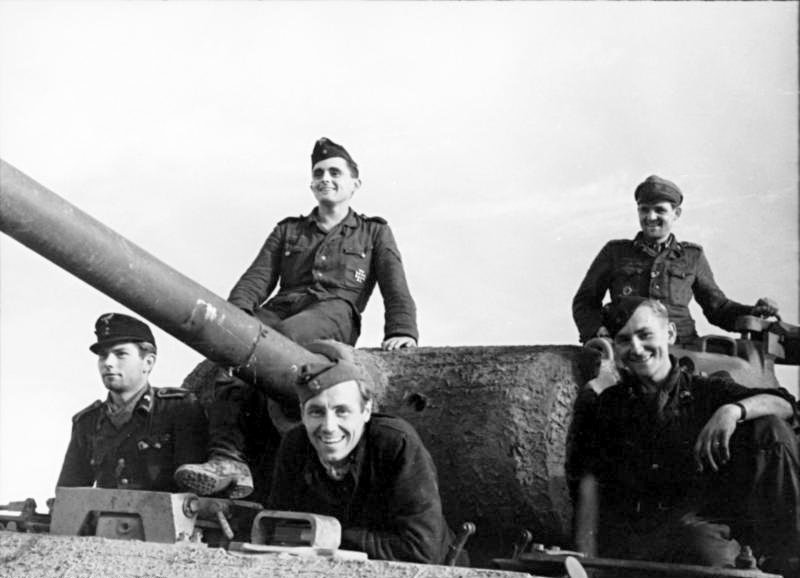
Tăng Panther có kíp chiến đấu gồm 5 người

So với bản thiết kế, xe tăng Panther nặng hơn 10 tấn (45 tấn so với 35 tấn). Hitler đã có lệnh xem xét tăng giáp trước và đĩa trước từ 60 lên 80 mm. Giáp trước của tháp pháo được tăng lên thêm 20 mm (80 mm lên 100 mm).
Panther tham gia chiến tranh ngay khi vừa được thiết kế xong nên số lỗi kĩ thuật còn nhiều (nhất là các vấn đề về bánh răng) và chưa được khắc phục. Về sau vấn đề này có thể đã được sửa chữa nhưng không dứt điểm. Panther tỏ ra là một chiếc xe tăng với sức chiến đấu tốt và mạnh. Nhưng dù sao, một số lỗi lớn của nó như bộ truyền động bằng xích và hệ thống lái, hai vấn đề này không bao giờ được giải quyết hoàn toàn trong suốt quá trình sản xuất.
Kíp chiến đấu của Panther gồm 5 người: lái tăng, điện đàm (kiêm luôn xạ thủ súng máy), pháo thủ, nạp đạn và chỉ huy.

### Động cơ

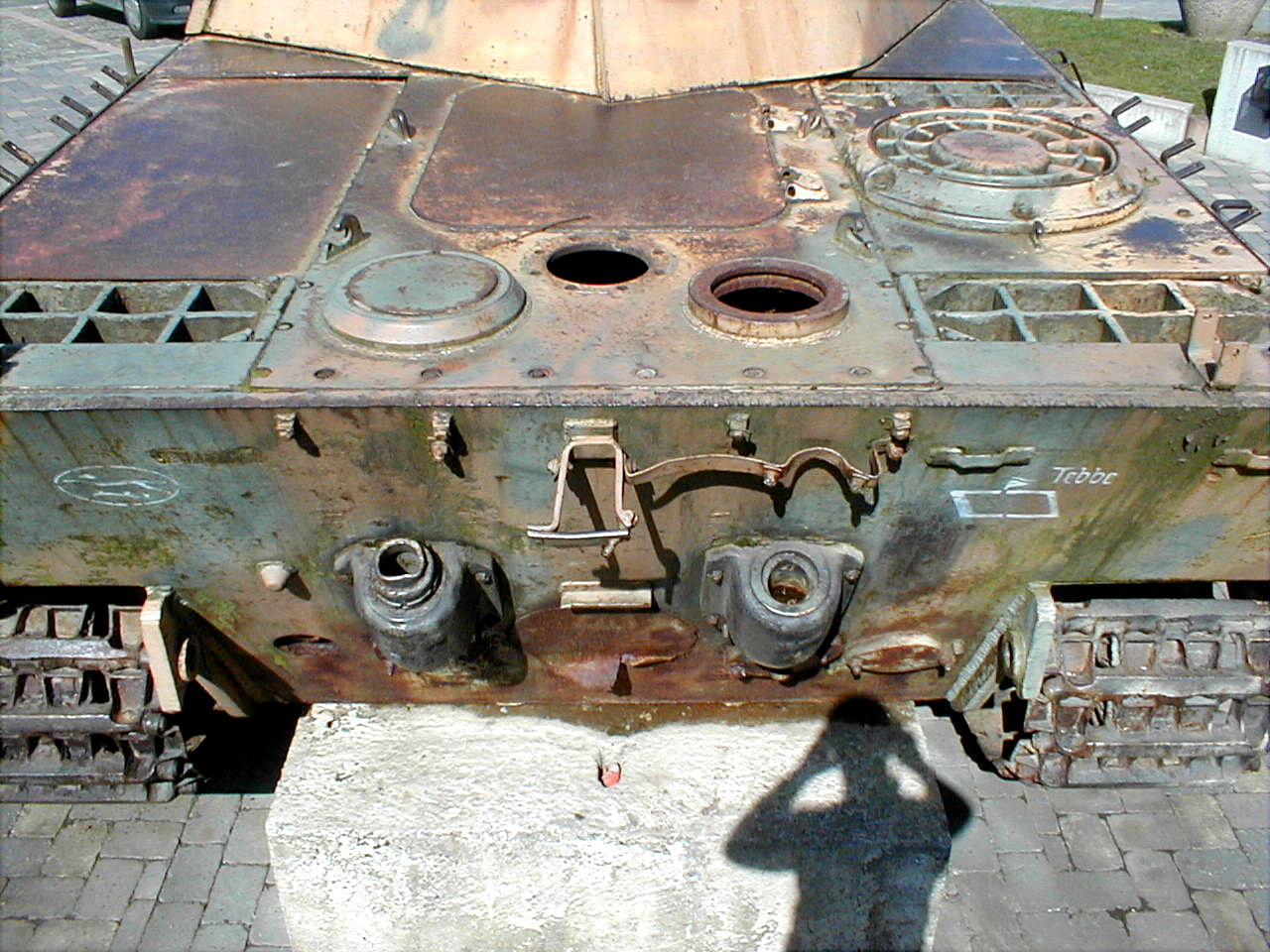
Ngăn chứa động cơ của Panther nhìn từ đằng sau

250 chiếc Panther đầu tiên được trang bị động cơ Maybach HL 210 P30 (12 xi-lanh; sử dụng nhiên liệu xăng), có công suất 650 sức ngựa với tốc độ hơn 3.000 vòng/phút. Động cơ HL 210 P30 có ba bộ lọc không khí được thiết kế khá đơn giản.
Bắt đầu từ tháng 5 năm 1943, động cơ HL 210 P30 được thay thế bằng HL 230 P30 (12 xi lanh; sử dụng nhiên liệu xăng), có thể tạo ra công suất hơn 700 PS (690 hp-sức ngựa), 3.000 vòng/phút. Những khối hợp kim gắn trong động cơ được thay thế bằng những khối sắt gắn liền nhằm tiết kiệm lượng nhôm sử dụng. Phần làm sạch động cơ sử dụng hai bình xoáy xyclon và bộ lọc gió nhằm giảm thiểu tối đa lớp bụi bám vào.
Động cơ HL 230 P30 có cơ cấu thiết kế khá phức tạp giữa lớp vách xi-lanh và phần bên ngoài. Tay quay gồm bảy đĩa, mỗi đĩa gồm có một thanh đà có khả năng chịu lực, các đĩa được kết nối với nhau qua một bu-lông. Để giảm bớt chiều dài của động cơ bằng một nửa vòng đường kính của xi-lanh, hai bộ gồm sáu xi-lanh của động cơ V-12 được đặt thẳng (không lệch hoặc nghiêng) - điểm tiếp nối của mỗi xi-lanh được đặt theo hàng thành hình chữ V để các thanh đà, bu-lông kết nối giữa các bánh dĩa không bị lệch. Sự sắp xếp phức tạp này khiến cho hoạt động giữa các xi-lanh không đồng đều khiến cho cần điều khiển bên trên không ổn định. Lớp đệm khí áp suất cũng là một vấn đề nan giải thứ hai được đặt ra và hãng sản xuất đã sửa chữa nó vào tháng 9 năm 1943. Việc gia tăng vật liệu lớp giá đỡ được nhà sản xuất ứng dụng vào tháng 11 năm 1943. Một bộ điều chỉnh (điều tốc) động cơ cũng được giới thiệu vào tháng 11 năm 1943 với số vòng xoắn tối đa lên đến 2.500 vòng. Một hệ thống 8 thanh đà được lắp ráp vào động cơ từ tháng 1 năm 1944 nhằm giảm bớt tình trạng hư hỏng của máy.
Ngăn chứa động cơ được thiết kế kín nước vì vậy Panther có thể lội và tấn công trên mặt nước. Vì có thiết kế kín đáo như vậy nên động cơ Panther rất ít khi được thông gió và thường thường sức nóng trong động cơ rất cao. Các ống dẫn nhiêu liệu trong thời kì đầu không được bọc lớp cách điện, dẫn đến việc các lỗ rò rỉ xuất hiện nhiều khiến cho động cơ bị hỏng hóc thường xuyên. Trong thực tế một số phiên bản Panther đời đầu đã bị cháy động cơ ngay trên sân tập hoặc trên chiến trường. Để khắc phục việc này, các cánh quạt gió được thêm vào nhằm thổi - đẩy bớt lớp dầu bị rò rỉ ra ngoài, nhưng vấn đề vẫn không được cải thiện thêm. Một giải pháp mới được đặt ra đó chính là thêm chất tải lạnh qua một đường dây đến động cơ và thêm một lớp màng có lỗ vào máy bơm nhiên liệu. Xe tăng Panther có vách chắn riêng biệt giữa ngăn đặt động cơ và phòng điều khiển của kíp chiến đấu nhằm giảm thiểu sự lan rộng của đám cháy từ động cơ.
Sau khi được cải tiến, động cơ HL 210 P30 trở nên rất đáng tin cậy và bền. Một bộ phận quân Pháp bắt giữ được vài chục chiếc Panther vào năm 1947 tính được rằng: động cơ của một chiếc Panther bình thường có thể giúp xe tăng di chuyển được hơn 1.000 km… còn động cơ của một chiếc Panther loại tốt có thể giúp xe tăng di chuyển được hơn 1.500 km.

### Hệ thống treo

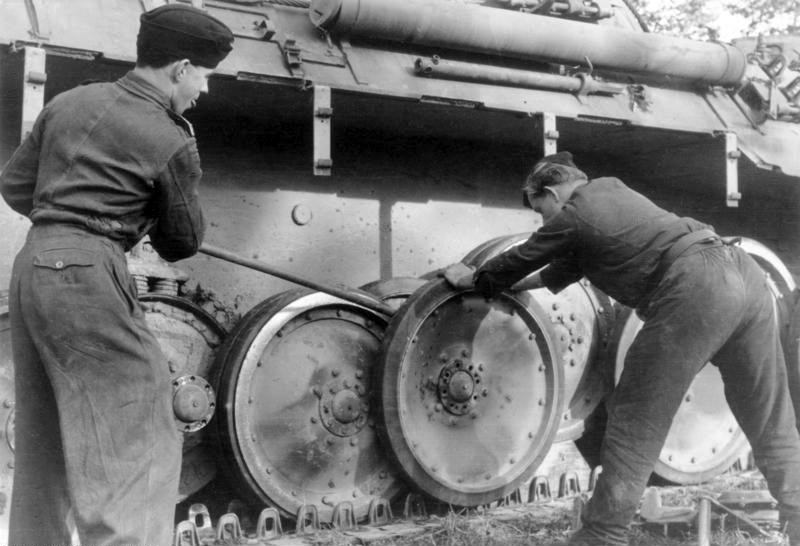
Cảnh xếp chồng bánh gối của một chiếc Panther

Hệ thống treo của tăng Panther gồm bốn bộ phận chính: mặt trước có bánh xích, bánh puli đệm phần sau, tám bánh gối xen kẽ với nhau được gắn với nhau qua một bánh xe bằng sắt (ở giữa là cao su thô), toàn bộ hệ thống được hoạt động nhờ thanh xoắn. Toàn bộ các chi tiết trên bao gồm hệ thống treo gồm hai thanh xoắn, bánh puli đệm, bánh xích, bánh gối bọc cao su thô… đều do kĩ sư Ernst Lehr thiết kế. Panther có tốc độ di chuyển khá nhanh (nhờ vào hệ thống treo rất đáng tin cậy này), sức bền của xích có thể đạt được hơn 1.000 km, vì có các lớp cao su thô bọc xen kẽ nên các bánh gối hoạt động tương đối đồng đều. Tuy nhiên vì các bánh đà nối qua hệ thống cần nhiều chỗ trống hơn khiến cho chiều dài các tay đòn chia cắt hết chiều dài thân tăng, chạy phía dưới thùng (còn có thể gọi là rổ-gàu-lồng) tháp pháo. Vì có thiết kế phức tạp phần cấu tạo bánh gối-xích nên mỗi khi Panther bị tấn công bằng mìn từ phía dưới, các kĩ sư bắt buộc phải hàn và cắt bỏ đi phần bị hư hỏng.
Hệ thống treo của Panther là một thiết kế khá tinh xảo giữa sự thiết kế xen kẽ, bánh đệm,… Các bánh xích có thể di chuyển trong mọi điều kiện thời tiết như bùn-lầy, tuyết, đất đá. Lớp bánh xích của Panther dễ bị rời ra nếu như bị đạn công phá từ bên ngoài tác động vào, vì khi bị tác động như vậy các bánh xích sẽ bị xô lại vào nhau rồi sau đó vỡ ra khiến cho việc lắp ráp lại rất khó khăn. Dạng bánh xích xen kẽ sau này được thiết kế và lắp ráp trên các loại xe tăng hoặc xe bán xích. Ngoài các ích lợi trên, hệ thống này còn gia tăng thêm lớp giáp bọc phần dưới và nửa trên, tăng độ xiên cho giáp (nhằm giảm bớt sự trượt đạn làm tung giáp sườn)… Vào tháng 9 năm 1944 và thêm một lần nữa vào tháng 3-4 năm 1945, MAN sản xuất một số lượng nhỏ Panther có lắp ráp hệ thống bánh xích cốt thép (đã được sử dụng trên Tiger I-II) và đặt số sê-ri cho số tăng này là 121052.
Từ tháng 11 năm 1944 đến tháng 2 năm 1945, một dự án được lập ra nhằm thay thế loại ổ bi hiện tại của Panther bằng một loại ổ trượt mới. Loại ổ trượt mới này sẽ được dùng bên trong cấu truyền động (bên trong động cơ). Tuy nhiên loại ổ trượt này không được sử dụng cho Panther cho đến tận cuối cuộc chiến.

### Bộ phận lái và hệ thống truyền lực

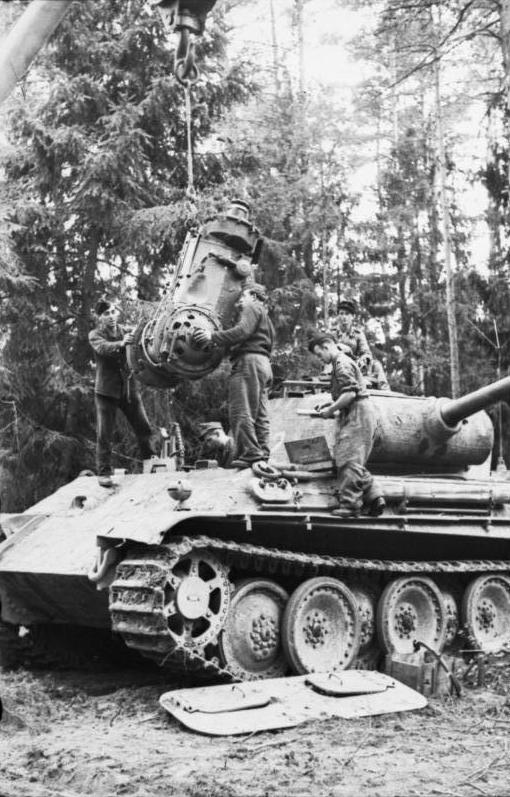
Kíp chiến đấu đang sửa chữa hệ thống truyền lực cho Panther

Bộ phận lái được trang bị bảy bộ đồng tốc AK 7-200 được gắn với bộ dẫn động-được thiết kế bởi Zahnradfabrik Friedrichshafen. Phiên bản Panther được trang bị một bộ phận lái vòng bán kính, điều khiển bằng cần lái. Mỗi bánh răng có vòng quay ổn định, có cự ly từ 5 mét (bánh răng thứ nhất) đến 80 mét (bánh răng thứ bảy). Lái tăng chỉ cần điều khiển cần một cách chính xác và xe tăng sẽ tự động quay theo hướng đó. Đây là một trong những ưu điểm của bộ phận lái Panther. Ngoài ra, lái tăng còn có thể nhấn phanh đột ngột mà không làm cho bộ phận lái bị hư, nhưng khi làm như vậy toàn bộ xe tăng sẽ quay rất mạnh. So với hệ thống lái bán kính đôi thủy lực (có thể gọi là dẫn bằng thủy lực) của Tiger, thì Panther có một hệ thống lái đơn giản và dễ sử dụng hơn.
Hệ thống truyền động AK 7-200 có kiểu quay chốt vòng, cách quay này có thể chóng làm hư các bộ phận lái vì tốc độ các thanh đà rất nhanh, số vòng quay sẽ ảnh hưởng rất mạnh đến sức ăn mòn của các bộ phận lái bên trong như đĩa, phanh,…
Mặc dù có những ưu điểm như vậy, vấn đề lớn nhất đối với hệ thống lái Panther chính là thiết bị động lực. Sự phối hợp lộn xộn giữa các chỉ số quay đã gây ra khá nhiều bất tiện cho các bánh răng, cần lái… Bản thiết kế Panther ban đầu của MAN có thiết bị động lực chuyển động theo kiểu vòng hành tinh (tiếng Anh: epicyclic/planetary), đã được dùng trong Tiger-I. Tuy nhiên, đa số xe tăng Đức thời đó đều có máy phay răng khá ngắn, vì Panther dự định được sản xuất nhiều nên các thiết bị máy được đơn giản hoá. Về sau, Bộ trưởng khí tài và quân sự Karl-Otto Saur (sau kế nhiệm là Albert Speer) đã đề nghị thay đổi thiết bị động lực hiện tại bằng thiết bị mới gồm hai thanh chống (tiếng Anh: double spur system). Dù dễ sản xuất và chi phí thấp nhưng hệ thống hai thanh chống này rất dễ hư hỏng, không chịu nổi áp lực quá lớn… vì vậy hệ thống thanh chống này được đánh giá là không phù hợp với một loại tăng hạng trung (theo chuẩn Đức) và hạng nặng (theo chuẩn Anh và Mỹ) như Panther. Khác với Panther, Tiger-II (loại tăng hạng nặng của Đức Quốc xã) và M4 Sherman (một loại tăng hạng trung của Mỹ) đều sử dụng hệ thống động lực xoáy trôn ốc (tiếng Anh: helical/herringbone). Hệ thống này có sức chịu áp lực cao, bền và đỡ rắc rối hơn hệ thống thanh chống của Panther.
Về sau, bộ khí tài và quân sự Đức tiếp tục lập lại kế hoạch để thay thế hệ thống động lực cho Panther. Lần này đã có hai luồng ý kiến cho rằng, một là nên giữ nguyên như cũ do không có thời gian thiết kế thêm và nhu cầu chiến tranh đang rất cấp bách, thứ hai là phải thay bởi vì hệ thống này hoạt động quá kém, thay thế bằng hệ thống động lực xoáy trôn ốc (đã cho kết quả khá tốt trên Tiger-II). Nhưng cuối cùng hệ thống động lực quay vòng hành tinh được nâng cấp và sửa chữa lại, cho kết quả hoạt động gấp 2.2 lần hệ thống xoáy trôn ốc… vẫn được chọn lựa làm thiết bị động lực cho Panther.
Trong thời gian chiến tranh, một số bộ phận máy của Panther (đặc biệt là hệ thống động lực trên) đã cho kết quả khá tồi, nó làm cho Panther di chuyển không được nhanh và thỉnh thoảng còn bị hư hoặc chết máy. Những con số thiệt hại Panther khi mới xuất trận đã cho thấy Đức Quốc xã không còn thời gian để thiết kế và nâng cấp thêm. Về sau, hệ thống quay vòng hành tinh được nâng cấp lần thứ ba, kết quả có cải thiện được thêm nhưng những nhược điểm máy của nó vẫn còn khá nhiều.

### Lớp vỏ giáp

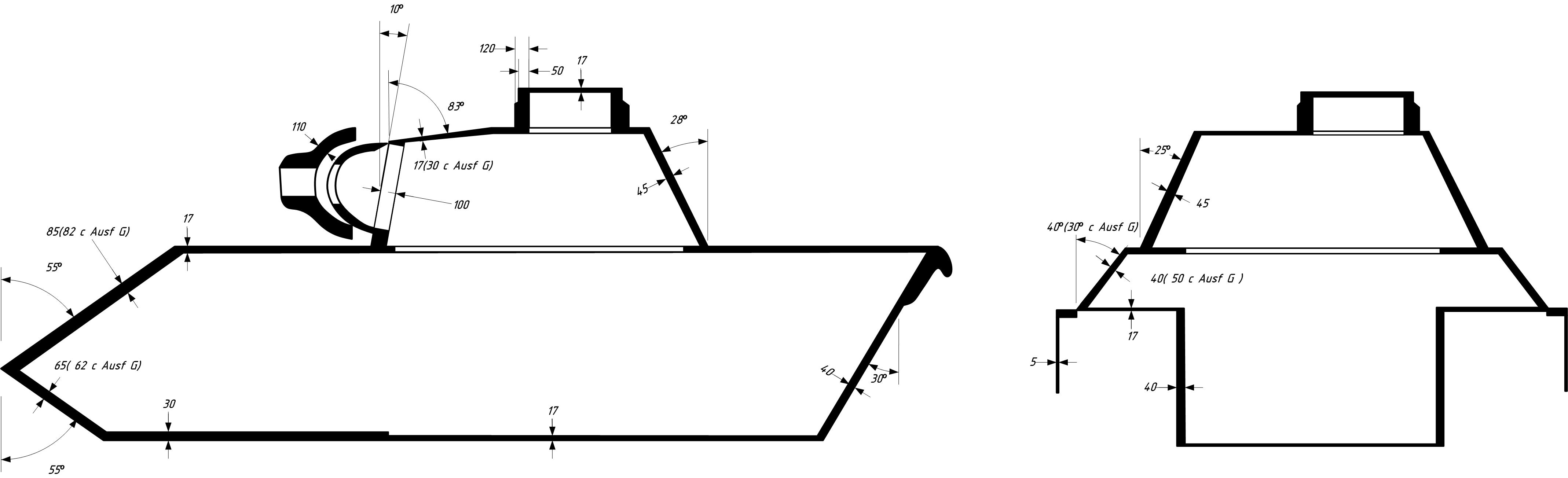
Bố trí giáp bọc và độ dày của tăng Panther

Lớp Panther đầu tiên có đĩa trước thấm cacbon và lớp giáp trước bằng thép. Loại thiết kế giáp bọc này đều được sử dụng trong đa phần các loại xe tăng. Tuy nhiên lớp giáp bọc kiểu này có phần bảo vệ giáp xiên quá yếu dẫn đến việc thay thế vào ngày 30 tháng 3 năm 1943. Vào tháng 8 năm 1943, Panther chỉ có đĩa trước bằng thép đồng nhất. Giáp trước thân xe dày 82 mm, nghiêng 55 độ theo chiều dọc (tương đương 143mm thép đặt thẳng đứng), hai lớp giáp bằng thép ngoài hàn dính với nhau còn được dùng đưa vào máy khớp và ép lại với nhau cho dày hơn. Phần khiên trước tháp pháo cũng dày 110mm hình bán cầu. Kiểu thiết kế giáp xiên và dày phần trước này khiến cho Panther có giáp trước rất tốt, nó chỉ có thể bị xuyên thủng từ mặt trước bởi một vài vũ khí chuyên biệt của phe Đồng Minh và Liên Xô.
Phần giáp sườn và thân bên Panther thì mỏng hơn khá nhiều, chỉ dày khoảng 45 mm nghiêng 25 độ, dày hơn chút ít so với Panzer IV nhưng mỏng hơn nhiều so với Tiger I (giáp hông Tiger I dày 80 mm), thậm chí còn mỏng hơn giáp hông của T-34 dù Panther nặng gấp rưỡi T-34 (giáp hông T-34 dày 52 mm nghiêng 30 độ. Lớp giáp mỏng này được cho là sự đánh đổi cần thiết bởi vì trọng lượng của Panther đã khá nặng. Nhưng lớp giáp mỏng này lại chính là điểm yếu chết người của Panther khi phải chiến đấu ở cự ly gần tại những nơi có nhiều vật cản như đô thị hoặc rừng cây. Khi đó, Panther dễ bị tiếp cận từ bên hông và bị bắn thủng giáp sườn bởi đa số các loại pháo chống tăng và xe tăng đối phương . Đặc điểm này khiến Panther dễ bị bắn hạ hơn so với Tiger I trong những trận đánh ở cự ly gần. Trong trận Kursk, Panther chịu mức tổn thất cao hơn nhiều so với Tiger I do bị pháo chống tăng Liên Xô bắn vào hông xe, thậm chí đã có những Panther bị hạ do bị bắn vào hông bởi xe tăng hạng nhẹ T-70, dù loại xe tăng này chỉ mang pháo 45mm.
Để cải thiện giáp hông, một thiết kế mới được đề ra đó chính là thêm một lớp giáp váy (Schürzen) dày 5 mm vào cạnh sườn của Panther nhằm giảm độ xuyên thủng xích và sườn từ pháo chống tăng địch. Loại giáp phủ Zimmerit - một lớp vằn sắt từ được khép lại với nhau - cũng được chuyển đến các nhà máy nhằm lắp ráp thử nghiệm trên phiên bản Panther Ausf.D vào tháng 9 năm 1943. Việc lắp ráp lớp giáp Zimmerit được đề xuất trên các chủng loại Panther đời sau được chấp thuận vào tháng 11 năm 1943. Tuy nhiên vào tháng 9 năm 1944 đã có lệnh huỷ bỏ việc lắp ráp lớp giáp Zimmerit vì có tin đồn là lớp giáp váy này khi bị bắn phải sẽ làm xe tăng bốc cháy.
Kíp chiến đấu của Panther đã tìm nhiều cách để cải thiện vấn đề giáp sườn yếu, họ gia cố độ dày bằng cách đặt thêm các miếng xích xe tăng và đặt thêm bánh gối lên phía trên để làm giảm độ xuyên giáp của đạn pháo đối phương.
Trong giai đoạn cuối Chiến tranh thế giới thứ hai, do thiếu quặng nên người Đức đã tìm mọi cách để giảm bớt lượng hợp kim làm nguyên liệu cho giáp chính bằng các loại nguyên liệu khác như niken, vonfam, molypđen và mangan. Tuy nhiên những nguyên liệu trên không đáp ứng được chất lượng của hợp kim thép, khiến cho độ bền của vỏ giáp bị giảm đi rất nhiều. Mặc dù không bằng lớp hợp kim trước kia nhưng các loại nguyên liệu này vẫn tốt hơn nguyên liệu làm lớp giáp bọc của Đồng Minh và Liên Xô. Đức Quốc xã mất quyền kiểm soát quặng mangan tại Ucraina vào tháng 2 năm 1944. Máy bay ném bom của Đồng Minh thường xuyên ném bom phá huỷ các quặng vonfam tại Na Uy. Việc vận chuyển hàng hoá và trang thiết bị vật liệu cũng bị cắt bỏ từ khi Phần Lan tham gia chống lại phát xít Đức và Nhật Bản mất thế chủ động tại mặt trận Thái Bình Dương. Việc này đã ảnh hưởng nghiêm trọng đến lớp giáp bọc đĩa trước, phần trước và sau của Panther.

### Vũ khí

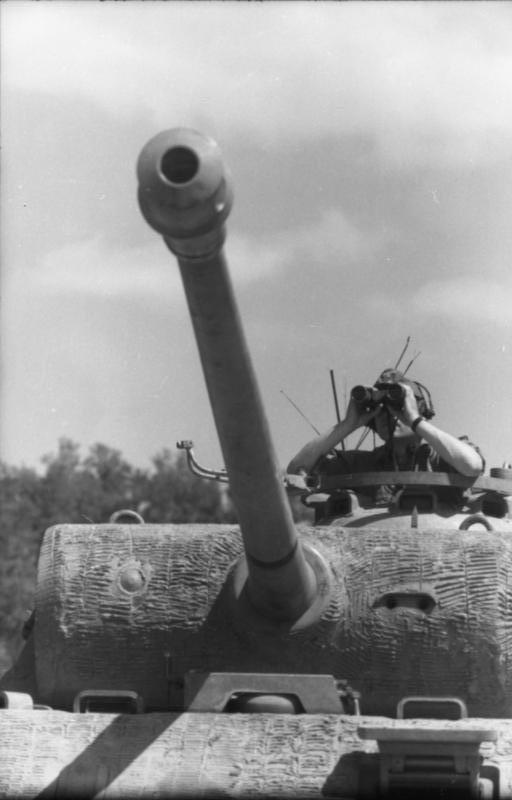
Pháo chính: 7.5 cm KwK 42 (L/70)

Panther được trang bị pháo chính 7.5 cm Rheinmetall-Borsig KwK 42 (L/70) - ngăn chứa được 79 viên đạn (chứa được 82 viên ở phiên bản Ausf.G), loại đạn này có đầu bán tự động đẩy lùi. Pháo KwK 42 sử dụng ba loại đạn khác nhau: APCBC-HE (Pzgr. 39/42), HE (Sprgr. 42) và APCR (Pzgr. 40/42). Loại đạn APCR có lõi làm bằng tungsten cho sức xuyên cao hơn so với đạn APCBC, nhưng loại đạn này được sản xuất khá ít do giá thành cao và Đức không có đủ nguồn quặng tungsten. Đến năm 1944 thì Đức hầu như không còn sản xuất được đạn APCR do không có nguồn quặng, vì vậy nên Panther thường chỉ sử dụng loại đạn Pzgr. 39/42 trong thực tế chiến đấu.
Mặc dù chỉ là pháo cỡ nòng hạng trung (75mm) nhưng KwK 42 được đánh giá là loại pháo tốt hàng đầu trong Chiến tranh thế giới thứ hai. Nòng pháo được kéo rất dài (tới L/70) để tăng sơ tốc đạn, cho phép cự ly bắn xa, độ xuyên giáp khá cao, gần như là mỗi khi bắn trúng đích đều khiến giáp của xe tăng đối phương bị xuyên thủng (trừ một số loại xe hạng nặng như IS-2, ISU-152). Pháo 75 mm của Panther thậm chí còn có sức xuyên giáp mạnh hơn chút ít so với pháo 88 mm KwK 36 L/56 của Xe tăng Tiger I, mặc dù loại đạn 88 mm có sức nổ phá cao hơn khi dùng để tấn công lô cốt hoặc bộ binh.
Phiên bản Panther đầu tiên có hai súng máy MG-34. Khẩu MG-34 thứ nhất được gắn theo hướng trục giữa pháo chính và khiên đỡ phía trước. Khẩu MG-34 thứ hai được đặt cạnh vòng gắn tháp pháo và được điều khiển bởi người điện đàm. Ban đầu, phiên bản Ausf.D và Ausf.A sử dụng tháp pháo có cửa vào mở và súng máy được gắn trên một bệ sắt. Về sau (khoảng tháng 11 đến đầu tháng 12 năm 1943), các phiên bản Ausf.A và G được thêm một khớp nối cầu giữa đĩa trước với một súng máy K.Z.F.2.
| Thông tin về đạn và sức xuyên của pháo 7,5-cm KwK-42 L/70 |                              |                          |
| Pháp danh và tên các loại đạn | Panzergranate 39/42 APCBC-HE | Panzergranate 40/42 APCR |
| Khối lượng đạn | 6,8 kg                       | 4,75 kg                  |
| Vận tốc đạn | 935 m/s                      | 1.120 m/s                |
| Độ xuyên |                              |                          |
| 100 m | 138 mm                       | 194 mm                   |
| 500 m | 124 mm                       | 174 mm                   |
| 1.000 m | 111 mm                       | 149 mm                   |
| 1.500 m | 99 mm                        | 127 mm                   |
| 2.000 m | 89 mm                        | 106 mm                   |
| Các loại đạn trên đều là loại chuyên dùng để xuyên giáp. Đạn Panzergranate 39/42 là loại đạn APCBC được trang bị đại trà, còn đạn Panzergranate 40/42 là loại đạn APCR cao cấp, chỉ được sản xuất với số lượng nhỏ |                              |                          |

### Thiết kế tháp pháo

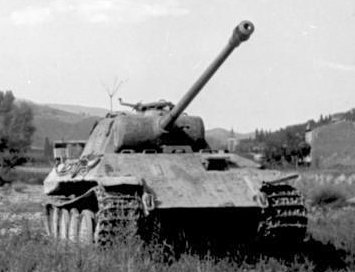
Panther với lớp khiên chính quy

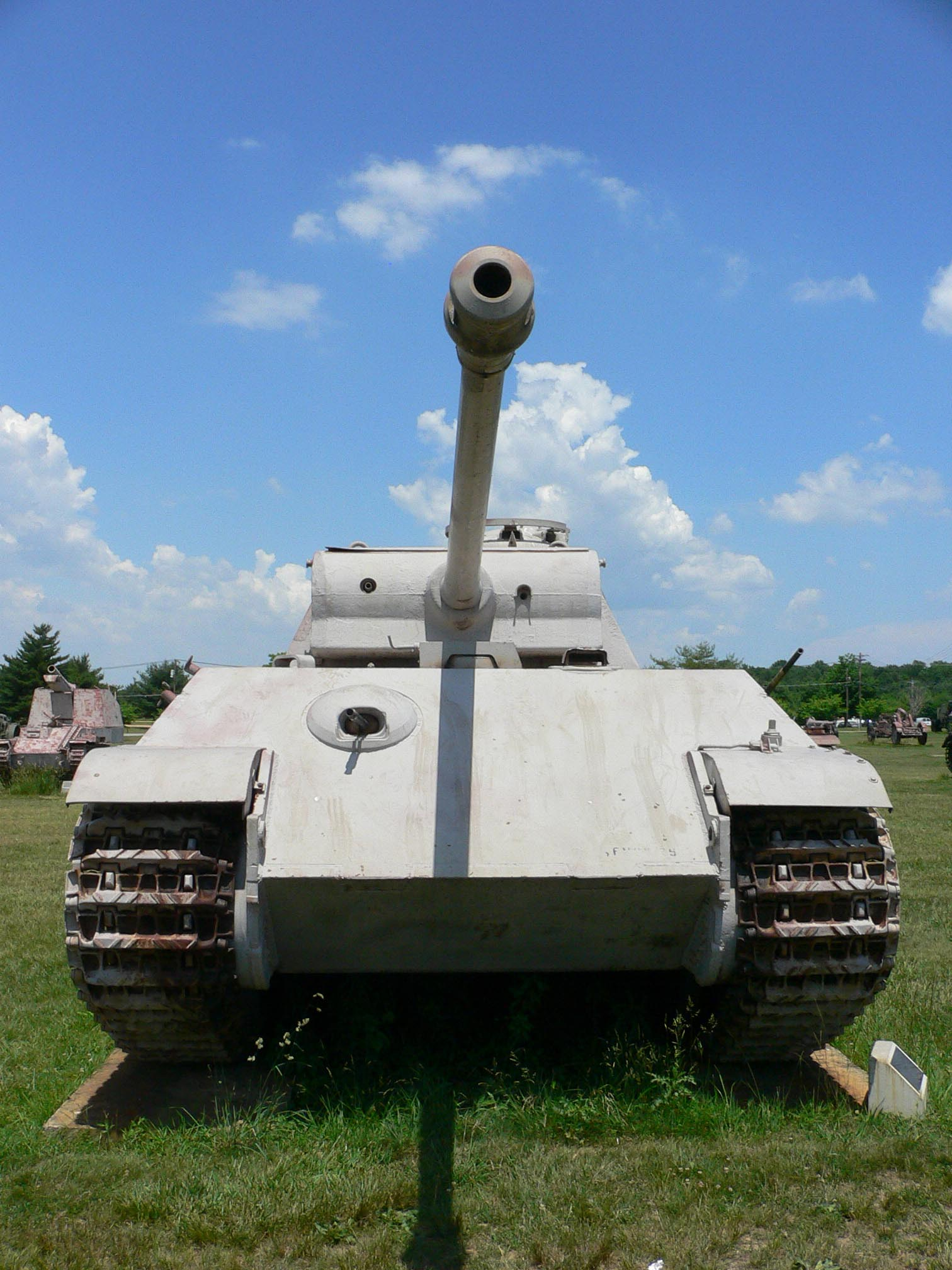
Panther với kiểu cupôn mới

Mặt trước của tháp pháo là lớp giáp đúc cứng hình cong dày hơn 100 mm (kể cả tấm khiên). Lớp giáp này có thiết kế kiểu ngang (tiếng Anh: transverse-cylindrical), giúp khi lớp giáp bị trúng đạn sẽ làm chệch hướng viên đạn đi chỗ khác. Tuy nhiên, điều này chưa đủ để làm viên đạn không ảnh hưởng đến xe tăng. Không thể xuyên thủng được phần trên, nhưng nếu viên đạn chỉ đi lệch xuống phía dưới (gần chỗ thùng máy và chỗ hàn giữa tháp pháo và thân tăng) thì có thể lớp giáp mỏng tại đây sẽ bị xuyên qua và nổ tung. Trong trường hợp này sự xuyên thủng có thể gây ra những hậu quả rất khủng khiếp vì khi đó người lái tăng và người điện đàm sẽ bị thổi bay ra khỏi phòng điều khiển và xe tăng sẽ bốc cháy ngay tại chỗ. Nguy hiểm hơn, gần thùng máy còn có 4 ngăn chứa đạn nhỏ có thể nổ tung khi bị trúng đạn. Ở phiên bản Ausf.D và A, có tổng cộng 27 viên đạn được chứa trong 4 ngăn và số đạn này giảm xuống 18 viên ở phiên bản Ausf-G. Từ tháng 9 năm 1944, một tấm khiên chắn mỏng có dạng hình dẹp và thêm một lớp xích lăn mỏng có hướng chệch xuống phía dưới; tất cả những thiết kế trên được dự định lắp ráp cho phiên bản Ausf.G, lớp xích lăn được lắp vào nhằm mục đích làm giảm độ lệch của lớp khiên và giáp phía trước. Cải tiến với lớp xích lăn được lắp trên một vài phiên bản, nhưng lớp giáp khiên vẫn được lắp trên Panther cho đến tận cuối cuộc Đại chiến thế giới.
Trong những trường hợp bình thường thì lớp khiên đỡ của Panther không thể bị xuyên thủng bởi pháo chính 75 mm L/40 của M4 Sherman ở mọi cự ly, pháo chính 76 mm L/55 nòng dài của Sherman chỉ xuyên được ở 100 mét, pháo chính 85 mm của T-34 xuyên được ở cự ly khoảng 500 m, điều này cũng xảy ra tương tự nếu như Panther nằm trong tầm ngắm của pháo A-19 122 mm ở cự ly 500 m và ở cự ly 2.286 m khi sử dụng pháo British 17-pounder dùng đạn APDS (đạn xuyên dưới cỡ nòng - phát minh mới nhất thời bấy giờ). Mặt bên của tháp pháo chỉ dày có 45 mm nên vẫn có thể bị xuyên thủng bởi hầu hết các loại pháo chống tăng của Đồng Minh (kể cả pháo chính 75 mm của M4) ở tầm 1.500 m. Đây chính là lý do vì sao về sau lại có dự án nâng cấp tháp pháo Schmalturm.
Phiên bản Ausf.A ứng dụng kiểu cupôn mới bằng sắt đúc cứng, thay thế kiểu cupôn rèn tốn kém nguyên liệu. Nó có những ưu điểm như một đai sắt để giữ khẩu MG-34 lên phía bên trên nhằm mục đích phòng không, tuy nhiên trong khi chiến đấu việc sử dụng MG-34 để phòng không là tương đối hiếm.
Phiên bản Panther đầu tiên, Ausf.D có máy nổ điện chạy bằng sức nước có đủ sức quay tháp pháo tối đa được 360 độ trong vòng 60 giây. Tuy nhiên bản Ausf.A đã sử dụng máy nổ điện mạnh hơn nhằm cải thiện tốc độ quay tháp pháo và cho ra tốc độ là 360 độ/15 giây khi động cơ chạy tối đa ở mức tạo ra 3.000 vòng/phút. Với mức công suất chạy khoảng 1.000 vòng/phút, tháp pháo quay tối đa 360 độ trong vòng 46 giây. Một tay quay đòn khác được đặt vào bên trong máy nhằm rút ngắn thời gian quay giống như các loại tăng khác của Đồng Minh và khối Trục. Sự sắp xếp này thực sự rất tai hại, việc quay tháp pháo lâu khiến cho pháo thủ và trưởng xe khó nhìn thấy tăng địch qua ống ngắm, gây nguy hiểm cho xe tăng (nếu muốn tăng sức động cơ tối đa cũng rất tốn thời gian). So với các loại tăng của Đồng Minh, điển hình là M4 Sherman có tốc độ quay tháp pháo 360 độ chỉ trong vòng có 15 giây và tăng sức động cơ lên rất nhanh, tạo điều kiện tốt hơn cho Sherman khi đấu với các tăng Quốc xã (vốn có tốc độ quay tháp pháo khá chậm).

### Ngăn chứa đạn
Một trong những điểm yếu của Panther đó chính là địa điểm thiết kế ngăn chứa đạn. Không có viên đạn nào được cất gần pháo chính 75 mm mà lại cất ở một chỗ nơi phần giáp bên tháp pháo khá mỏng. Tuy vậy, một lượng đạn lớn được đặt tại rầm hẫng. Trong phiên bản Ausf.D và A, 18 viên đạn được chứa đều hai bên tháp pháo, tổng cộng là 36 viên được chứa bên trong tháp pháo. Trong phiên bản Ausf.G, tháp pháo có rầm hẫng sâu hơn, có khoảng 24 viên được chứa đều hai bên tháp pháo, nâng tổng số đạn được chứa trong tháp pháo lên 48 viên đạn. Trong tất cả các phiên bản Panther, đều có 4 viên đạn được chứa trong rầm hẫng bên trái giữa chỗ lái tăng điều khiển và tháp pháo. Trong phiên bản Ausf.D và A, có khoảng 36 viên đạn được chứa bên trong ngăn thân tăng, trong đó có hơn 27 viên đạn được chứa trong ngăn trước nằm phía dưới khiên đỡ. Trong phiên bản Ausf.G, số đạn chứa trong thân tăng được giảm xuống còn 27 viên, trong đó có khoảng 18 viên chứa trong ngăn trước. Tất cả các phiên bản Panther đều có 3 viên đạn được chứa trong bệ xoay.
Người nạp đạn đứng ở phía bên phải của tháp pháo. Tay người nạp đạn có thể cầm ngay báng đạn, với rầm hẫng phải và thân trên có chứa một số đạn, người phía dưới sẵn sàng chuyển đạn lên phía trên bằng cách vận chuyển gầu đạn.
Hai bên giáp sườn tháp pháo của Panther khá mỏng, khiến cho nó dễ bị xuyên thủng bằng đa số các loại pháo tự hành chống tăng của Đồng Minh và Liên Xô, điều này có nghĩa Panther dễ bị nổ hầm đạn cất gần tháp pháo nếu như bị bắn trúng vào cạnh sườn.

## Lịch sử hoạt động
Panther được điều động đến tiểu đoàn tăng 51 (Panzer Abteilung 51) vào ngày 9 tháng 1 và tiểu đoàn tăng 52 vào ngày 6 tháng 2 năm 1943.
Lô Panther đầu tiên được sản xuất đều có vấn đề trục trặc kĩ thuật khi nổ máy và chạy. Động cơ vì không có bộ tản nhiệt thích hợp nên thường nóng quá mức và dẫn đến cháy, ngoài ra các dây kết nối máy còn bị cháy đen và thường bị đứt mỗi lần khởi động tăng. Dầu máy bị chảy ra khỏi máy, vì lớp phễu chứa và lọc không được thiết kế kĩ nên máy điện thường phát ra hoả hoạn. Bộ truyền động và bánh lái chính thường xuyên bị hư hỏng và rất khó để sửa chữa lại. Một danh sách các lỗi kĩ thuật của Panther đời đầu được đề cập và được đưa đến xưởng máy Falkensee và Nuernburg vào tháng 4-5 năm 1943. Nhưng lần sửa chữa này vẫn còn lỗi thế nên chương trình sửa chữa lần hai được giao cho xưởng Grafenwoehr và Erlangen vào tháng 6 năm 1943.

### Mặt trận phía Đông

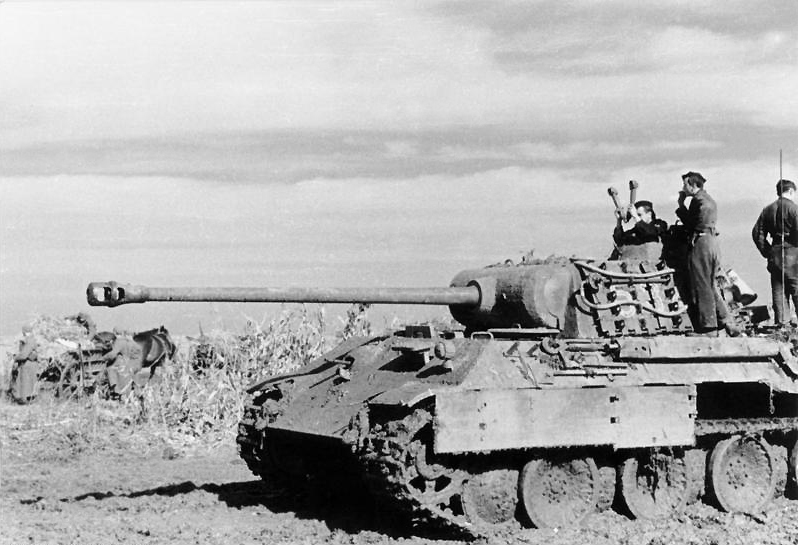
Panther tại mặt trận phía Đông, năm 1944

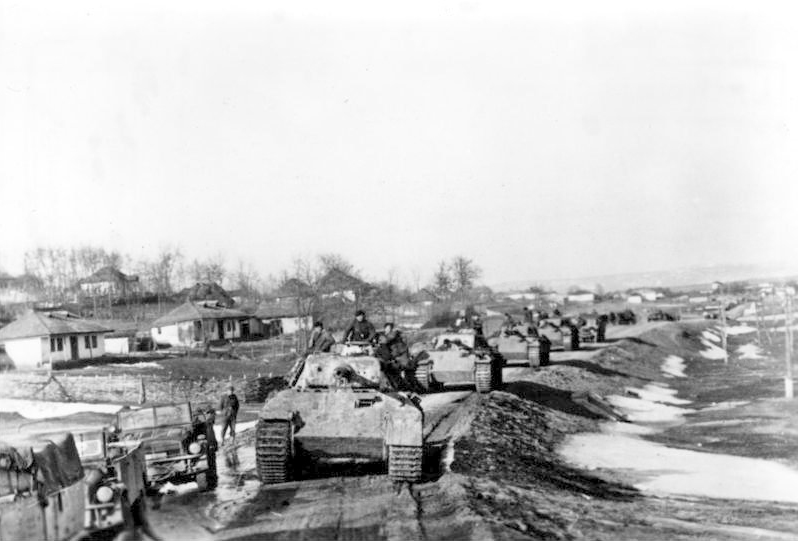
Tăng Panther thuộc sư đoàn Großdeutschland, Iaşi, Romania, năm 1944

Panther lần đầu xuất hiện trong trận vòng cung Kursk, việc chuẩn bị trì hoãn một vài ngày do vấn đề trục trặc về kĩ thuật. Nhưng chỉ 6 ngày sau khi trận đấu bắt đầu, một số lượng lớn Panther đã được chuyển đến. Vì thời gian gấp gáp, kíp chiến đấu chưa được rèn luyện kĩ, thời gian bổ sung các khuyết điểm máy vẫn chưa đủ để làm cho động cơ Panther trở nên tốt nhất nên khi bắt đầu chiến trận Panther vẫn không thể đánh bại hoàn toàn loại tăng T-34 chủ lực của quân đội Liên Xô. Tuy nhiên nó vẫn gây ra hậu quả lớn cho chiến tuyến của quân Liên Xô.
Từ ngày 23-29 tháng 6, có khoảng 200 chiếc Panther được lắp ráp và sửa chữa lại được chuyển đến tập đoàn Panzer số 4. Nhưng ngay lập tức, 2 chiếc đã bị cháy động cơ khi vừa tiếp xích xuống đất.
Vào ngày 5 tháng 7 năm 1943, trận Kursk chính thức bắt đầu với chỉ 184 chiếc Panther có thể hoạt động (16 chiếc khác bị hỏng đang chờ sửa chữa). Nhưng chỉ trong vòng có 2 ngày, con số này giảm xuống còn có 40 chiếc, 144 chiếc đã bị phá hủy hoặc bị bắn hỏng nên phải kéo về sửa chữa. Vào ngày 17 tháng 7 năm 1943, Hitler ra lệnh chấm dứt cuộc phản công tại Kursk. Tướng Heinz Guderian nói về sức chiến đấu của những chiếc Panther như sau:
| “                | Mặc dù sức tấn công của quân địch dữ dội và vấn đề máy vẫn còn nhưng Panther vẫn thực hiện những cuộc phản công rất tốt, tuy nhiên vẫn có nhiều tổn thất và tốc độ phản công còn chậm. Vào tối ngày 10 tháng 7, chỉ có 10 chiếc Panther tại chiến tuyến. Có tổng cộng 25 chiếc Panther bị mất tại đây (23 chiếc bị bắn trúng và 2 chiếc bị cháy trong khi hoạt động). Có 100 chiếc Panther cần được đại tu (56 chiếc bị bắn trúng-hư hỏng nặng và 44 chiếc gặp vấn đề về kĩ thuật). Hơn 60% số tăng Panther bị trục trặc kĩ thuật đều có thể được sửa chữa một cách dễ dàng. Gần 40 chiếc Panther sau khi sửa chữa có thể trở lại chiến tuyến. Nhưng vẫn còn 25 chiếc chưa được sửa chữa kĩ thuật. Vào đêm ngày 11 tháng 7, có tổng cộng 162 chiếc Panther không còn hoạt động, 31 chiếc bị bắn hỏng và 131 chiếc cần được sửa chữa. Mức tấn công của Panther tăng lên từng ngày theo như quan sát. Tuy nhiên một con số thiệt hại lớn như vậy (81 chiếc Panther vào ngày 10 tháng 7) đã chứng tỏ đến lúc phải có xe tăng hạng nặng tham chiến | ” |
| — Heinz Guderian | |   |

Trong 10 ngày đầu của trận vòng cung Kursk, những chiếc Panther tuyên bố đã phá hủy hoặc bắn hỏng được 267 xe tăng của Hồng quân Một bản báo cáo sau này (cứ 10 ngày lại có một bản) vào ngày 20 tháng 7 năm 1943 cho thấy: có tổng cộng 41 chiếc Panther còn hoạt động, 85 chiếc bị hỏng và cần được sửa chữa, 16 chiếc bị hỏng rất nặng và phải đưa về Đức sửa chữa, 56 chiếc bị phá huỷ hoàn toàn (do hoả lực địch) và 2 chiếc bị phá hủy do nổ nguồn phát điện.
Sau khi người Đức kết thúc chiến dịch tại Kursk thì cũng chính là lúc người Nga bắt đầu cuộc phản công của họ, quân Liên Xô tấn công ào ạt, đẩy lùi quân Đức ra khỏi biên giới ba thành phố chính nằm trong chiến dịch Kursk. Con số Panther thiệt hại ngày càng cao, nhiều chiếc bị hỏng nhưng không thể kéo về sửa chữa (do quân Liên Xô đã tới quá gần) nên tổ lái phải tự phá hủy nó để không bị rơi vào tay Liên Xô. Theo một bản báo cáo vào ngày 11 tháng 8 năm 1943 thì số lượng Panther bị phá hủy hoàn toàn đã lên đến 156 chiếc, hầu hết số còn lại cũng đã bị hỏng, chỉ còn 9 chiếc Panther là có thể chiến đấu được. Quân đội Đức vừa phải rút lui nhưng vẫn phải tìm mọi cách tháo chạy cho chính xác nhằm giảm thiểu tối đa con số thiệt hại xuống..
Mặc dù còn nhiều lỗi máy nhưng Panther vẫn thể hiện được ưu điểm của nó là hạ gục các đối thủ thiết giáp Xô-Viết từ cự ly xa với tỉ lệ tiêu diệt cao. Nhưng số lượng Panther mới chỉ chiếm có dưới 7% trong tổng số 2.700 xe tăng và pháo tự hành mà quân Đức huy động trong trận này và những ưu điểm của nó vẫn còn bị hạn chế bởi các lỗi kĩ thuật của máy trong thời kì đầu. Trong toàn bộ trận Kursk, chỉ có một lần duy nhất mà lực lượng Panther tiêu diệt được nhiều cụm quân Xô-Viết đó chính là khi quân Liên Xô đang lo củng cố pháo đài, mìn, pháo tự hành chống tăng, pháo tầm xa,… Lực lượng Panther đã tàn phá nhiều chiến tuyến của quân Liên Xô trong vòng khoảng 2 tháng nhưng sau đó bị đánh bật lại.

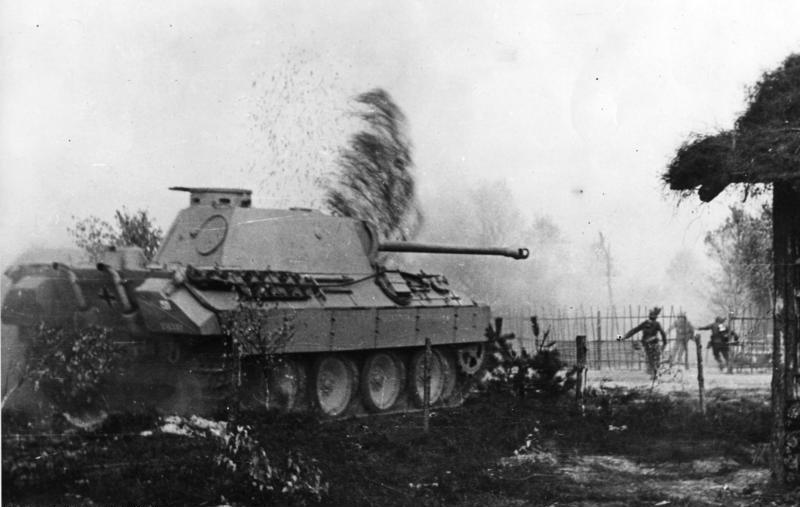
Panther hỗ trợ bộ binh tiến công, năm 1944

Sau trận thua tại Kursk, quân Đức liên tục phải hứng chịu các đợt phản công từ Hồng Quân, Panther được cải tiến lại nhiều lần khiến cho sức chiến đấu và độ bền của động cơ cũng tăng lên. Vào tháng 3 năm 1944, tướng Guderian báo cáo lại:"Hầu hết mọi lỗi của Panther đã được sửa chữa hết", mặc dù một số đơn vị vẫn còn báo cáo các lỗi quan trọng liên quan đến bộ truyền động bằng xích. Lực lượng Panther bị áp đảo về số lượng đã được sử dụng làm lực lượng dự bị cơ động để chống trả các cuộc tấn công lớn.

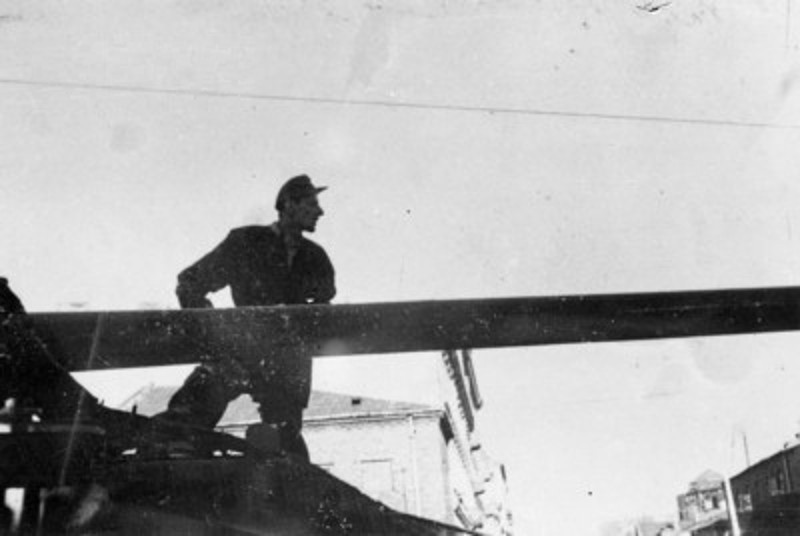
Chỉ huy của trung đoàn tăng Panther của quân nổi dậy, Wacław Micuta

Vào tháng 8 năm 1944, Panther được bố trí ở Warsaw trong cuộc nổi loạn với vai trò như pháo di động và tăng hỗ trợ bộ binh. Có ít nhất hai chiếc Panther bị bắt trong cuộc nổi loạn và sau đó được dùng để chống lại quân Đức, bao gồm các trận như: trận giải phóng Gęsiówka vào ngày 5 tháng 8; lính giải phóng sử dụng Panther (có biệt danh:"Magda") để bắn phá các đồn lũy và lô-cốt của quân Đức. Gần như toàn bộ lính Đức trong trại đều bị giết chết, quân nổi dậy mất 2 người và phóng thích được hơn 350 người. Sau một vài ngày giao chiến với quân Đức, quân nổi dậy không thể tiếp tục sử dụng chúng do chỉ còn lại rất ít nhiên liệu (dầu, xăng,...) và pháo tác chiến; cuối cùng để tránh bị quân Đức chiếm lại, họ đã đốt các xe tăng này.
Vào tháng 9 năm 1944, có khoảng 522 chiếc Panther được huy động và tổng cộng là 728 chiếc Panther được phân bố để phòng thủ khắp các khu vực gần Liên Xô (đây là con số Panther lớn nhất được huy động trong toàn bộ mặt trận phía Đông). Từ sau trận Kursk đến cuối chiến tranh, Panther tiếp tục tham gia phòng thủ chống lại lực lượng Liên Xô tiến về đất Đức. Đến cuối chiến tranh thì Đức dồn 85% lực lượng xe tăng Panther về phía Đông để chống Liên Xô, trong khi gần như bỏ ngỏ mặt trận phía Tây. Bản báo cáo cuối cùng vào ngày 15 tháng 3 năm 1945 cho thấy có tổng cộng 740 chiếc Panther được bố trí tại mặt trận phía Đông và 361 chiếc đang hoạt động, so với chỉ 117 chiếc bố trí ở mặt trận phía Tây (trong đó chỉ có 49 chiếc đang hoạt động).
Đầu tháng 3/1945, Đức phát động Chiến dịch Mùa xuân Tỉnh thức, đây là cuộc tấn công lớn cuối cùng của quân Đức tại mặt trận phía Đông. Đức huy động gần 900 xe tăng và pháo tự hành, trong đó có 429 chiếc Panther. Tuy có lực lượng mạnh, cuộc tấn công của Đức đã gặp rất nhiều khó khăn. Các xạ thủ pháo chống tăng và các tổ lái xe tăng Liên Xô đã có nhiều kinh nghiệm trong việc chiến đấu chống lại Panther, họ tìm cách cơ động và bắn vào hông của Panther, vốn là nơi có vỏ giáp khá mỏng. Ngoài ra, hỏa lực của Liên Xô cũng mạnh hơn hẳn so với trước kia: các xe tăng T-34 đã được nâng cấp thành loại T-34/85 (thay pháo 76mm bằng pháo 85mm), và đặc biệt là loại pháo tự hành chống tăng SU-100 có thể bắn xuyên giáp trước của Panther từ cự ly tới 1.500 mét. Quân Đức đã thất bại chỉ sau 1 tuần, 504 xe tăng và pháo tự hành đã bị phá hủy (trong đó có hàng trăm chiếc Panther), trong khi Liên Xô chỉ bị thiệt hại 185 xe tăng và pháo tự hành.

### Mặt trận phía Tây-Pháp

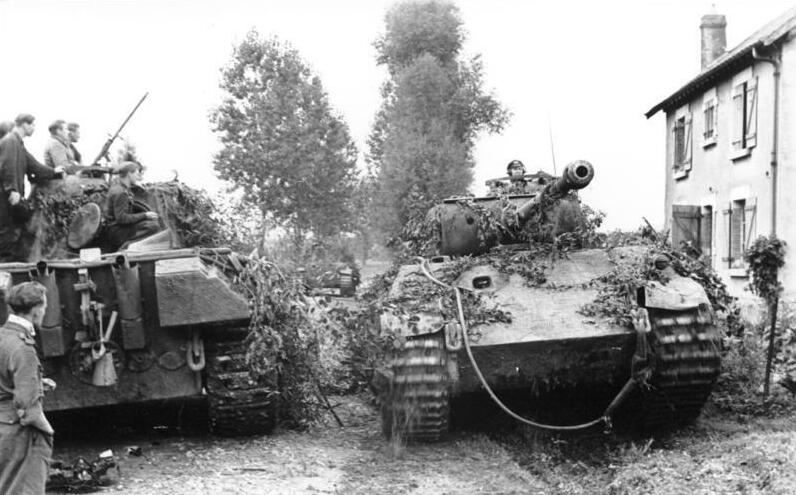
Panther tại một ngôi làng Pháp, mùa hè năm 1944

Vào thời điểm liên quân Đồng Minh mở trận Normandy, chỉ có tổng cộng 2 trung đoàn tại mặt trận phía Tây với hơn 156 chiếc Panther. Từ tháng 6 đến tháng 8 năm 1944, thêm 7 trung đoàn nữa được chuyển đến Pháp nhằm chuẩn bị đối phó với liên quân Đồng Minh, nâng tổng số Panther tại đây lên 432 chiếc đến ngày 30 tháng 7 năm 1944.
Lực lượng Panther chính ở đây gồm hơn 6 sư đoàn, phòng thủ tại các cứ điểm chính tại thị trấn Caen, đối mặt với cụm tập đoàn quân số 21 của liên quân Anh-Canada. Trận đánh này được gọi là trận Caen. Quân Anh sử dụng đa phần các loại xe tăng có lớp giáp bọc mỏng, tạo điều kiện cho Panther bắn xuyên giáp và tấn công đột phá được đa số các chiến tuyến của quân Đồng Minh. Nhưng ngược lại, vào thời điểm trận Normandy, trung đoàn chống tăng Anh được trang bị những khẩu pháo chống tăng 17 pounder có sức huỷ diệt rất cao (thay thế cho pháo tự hành chống tăng M10). Quân Anh còn bắt đầu thay thế pháo chính của số tăng M4 Sherman (được quân Mỹ viện trợ) bằng pháo 17 pounder (còn có biệt danh là "Firefly") trước trận đổ bộ Normandy, nhưng chỉ có một số lượng nhất định được tham chiến (chỉ có 1 chiếc Sherman Firefly trong số 4 chiếc Sherman; chiếm tỉ lệ 1:4, đến cuối chiến tranh thì tỷ lệ này nâng lên thành 1:2). Khẩu pháo 17 pound của nó đủ sức bắn xuyên giáp trước của Panther từ cự ly trung bình, giúp cho Sherman Firefly có thể đấu ngang ngửa với Panther.

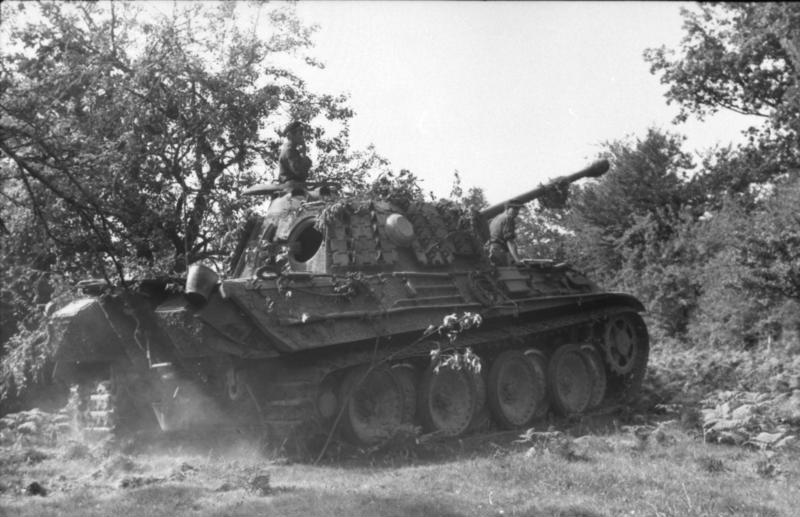
Panther tại các cánh rừng nhỏ, mùa hè năm 1944, Pháp

Trong khi đó, các lực lượng thiết giáp Mỹ vẫn trang bị chủ yếu là loại M4 Sherman mang pháo 75mm L/40, loại pháo này gần như không thể bắn xuyên được giáp trước của Panther. May mắn thay cho lực lượng thiết giáp Mỹ là họ chỉ phải đối đầu với một nửa sư đoàn Panzer của Đức, chủ yếu là sư đoàn của Lehr (gồm nhiều chủng xe tăng nặng-nhẹ khác nhau tập trung ở vùng phía Tây Caen). Khi đối đầu với lực lượng xe tăng Sherman của Đồng Minh, Panther tỏ ra là một đối thủ đáng gờm nhờ tầm bắn xa chính xác-hiệu quả phối hợp với lớp giáp bọc kĩ càng-mạnh mẽ ở nhiều bên khiến cho xe M4 Sherman không thể đáp trả lại được. Tuy vậy nhưng Panther vẫn có thể bị hạ gục ở tầm gần trong những tình huống bất lợi, một ví dụ điển hình nhất đó chính là khi tham chiến tại bãi biển Normandy; Panther thường xuyên bị mắc kẹt tại các cánh rừng nhỏ và bộ binh có thể dễ dàng tiếp cận cũng như phá nát vỏ giáp bằng lựu đạn cầm tay hoặc mìn. Chỉ huy của sư đoàn tăng-thiết giáp Panzer Lehr, Fritz Bayerlein thông báo về những nhược điểm chiến đấu của Panther tại rừng già và thị trấn như sau:
| “                                                               | Khi Panzer IV vẫn có thể thực hiện tốt vai trò của mình ở trong rừng thì Panther lại tỏ ra khá bất lực trong việc tấn công và di chuyển. Sherman có tốc độ di chuyển nhanh cộng với trọng lượng tuyệt vời của nó nên Panther trở nên vô dụng khi tấn công tại các địa hình loại này bởi vì chiều rộng quá cỡ của nó. Pháo chính dài và chiều rộng của chiếc tăng đã giảm tính tấn công trong các ngôi làng và rừng. Vì phần giáp nặng phía trước khiến cho lái tăng khó khăn mới quay tăng lại được, giảm tốc độ lăn xích của tăng, độ cao của tháp pháo không phù hợp làm cho tốc độ thanh đà cũng như bánh đà bị giảm xuống. Giáp phần sườn khá yếu và mỏng làm cho Panther trở thành món mồi béo bở cho các máy bay chiến đấu ném bom. Phễu chứa xăng và lớp bọc buồng nhiên liệu chưa chắc chắn khiến cho một vụ nổ động cơ diễn ra thường xuyên và lặp đi lặp lại nhiều lần. Ống ngắm tầm gần không có khiến cho việc phòng ngự ở cự ly ngắn trở nên khó khăn và gần như không thực hiện được. | ” |
| — Fritz Bayerlein, chỉ huy sư đoàn tăng-thiết giáp tại Normandy | |   |

Từ tháng 9-10, một lữ đoàn Panzer được trang bị những chiếc Panther được gửi đến Pháp nhằm ngăn chặn các cuộc phản công quy mô và dữ dội từ phía Đồng Minh. Các trận chiến này bao gồm trận Arracourt (ngày 18-29 tháng 9 năm 1944), tại trận này một số lượng lớn xe tăng hạng nặng và trung (bao gồm cả Panther) đối đầu với các sư đoàn tăng số 4 trực thuộc Tập đoàn quân 3 của Patton (vẫn được trang bị tăng M4 Sherman với cỡ nòng pháo 75 mm). Dù xe tăng Đức có ưu thế cả về hỏa lực và vỏ giáp, nhưng quân Mỹ lại có ưu thế lớn nhờ được không quân ném bom hỗ trợ, kết quả là các sư đoàn thiết giáp Mỹ đã chiến thắng với thiệt hại tương đối ít. Số Panther thiệt hại một phần còn là do kíp chiến đấu chưa được huấn luyện kỹ, khả năng trực chiến cũng như tác chiến chưa tốt và thiếu đi một yếu tố quan trọng nhất đó chính là khả năng mai phục. Không những không mai phục được quân Mỹ, số tăng Đức tại đây bị quân Đồng Minh phục kích và đánh thiệt hại nặng.

### Mặt trận phía Tây-trận phản công Ardennes

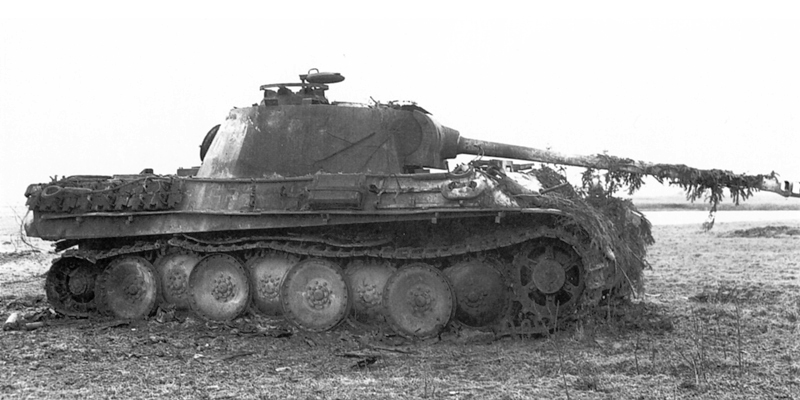
Một chiếc Panther Ausf.G trong trận Bulge, viên đạn xuyên qua mặt trước của tháp pháo

Một bản báo cáo vào ngày 15 tháng 12 năm 1944 ghi lại rằng có khoảng 471 chiếc Panther hiện đang có mặt tại mặt trận phía Tây, với khoảng 336 chiếc còn hoạt động (chiếm 71%). Bản báo cáo được gửi về trước chiến dịch phản công Ardennes đúng một ngày. Bốn trăm chiếc Panther trên toàn mặt trận phía Tây được gửi đến để tham gia chiến dịch.
Tại các chiến dịch tại ngoại thành, Panther lại một lần nữa thể hiện kỹ năng chiến đấu tuyệt hảo của mình khi chúng có thể bắn chính xác xe tăng kẻ thù từ đằng xa với chỉ một phát đạn, nhưng chúng lại dễ bị xuyên thủng giáp hông bởi lính bộ binh và pháo tự hành chống tăng khi tham chiến tại các thị trấn nhỏ-vừa tại Ardennes (Panther thường thua lớn ở những địa điểm này). Một bản báo cáo vào ngày 15 tháng 1 năm 1945 cho thấy chỉ còn có 97 chiếc Panther còn hoạt động trong số 282 chiếc đã có. Tổng cộng 198 chiếc bị loại khỏi vòng chiến.

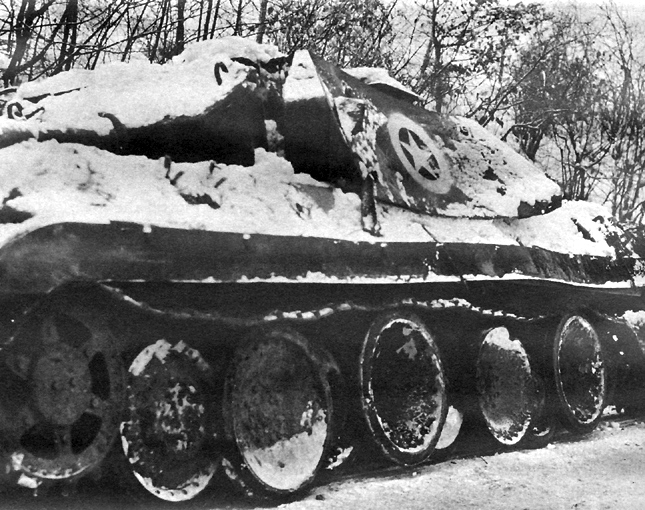
Panther cải trang thành một chiếc PTHCT M10

Trong chiến dịch Greif, có 5 chiếc Panther được phiên chế vào lữ đoàn Panzerbrigade 150. Quân Mỹ đánh lừa chúng bằng cách làm những mẫu vật và sơn lên giống như pháo tự hành chống tăng M10. Panther quả nhiên tìm cách tiếp cận và bắn nát những mẫu vật này thì mới phát hiện bị mắc lừa. Đó cũng chính là hiệu lệnh cho quân Mỹ đến tiêu diệt toàn bộ.
Vào tháng 2 năm 1945, Đức Quốc xã quyết định buông lỏng mặt trận phía Tây để dồn những đội quân còn lại sang phía Đông chống cự với Liên Xô. 8 sư đoàn Panzer với tổng cộng 271 chiếc Panther được chuyển từ mặt trận phía Tây về mặt trận phía Đông. Trên toàn mặt trận phía Tây lúc này, chỉ còn lại có 5 tiểu đoàn Panther độc lập.
Một trong những chỉ huy Panther tài tình nhất chính là Trung sĩ SS (SS-Oberscharführer) Ernst Barkmann thuộc sư đoàn SS Panzer Das Reich số 2. Vào cuối cuộc chiến tranh, ông đã chỉ huy tiêu diệt được hơn 80 tăng các loại.

### Các công trình quân sự

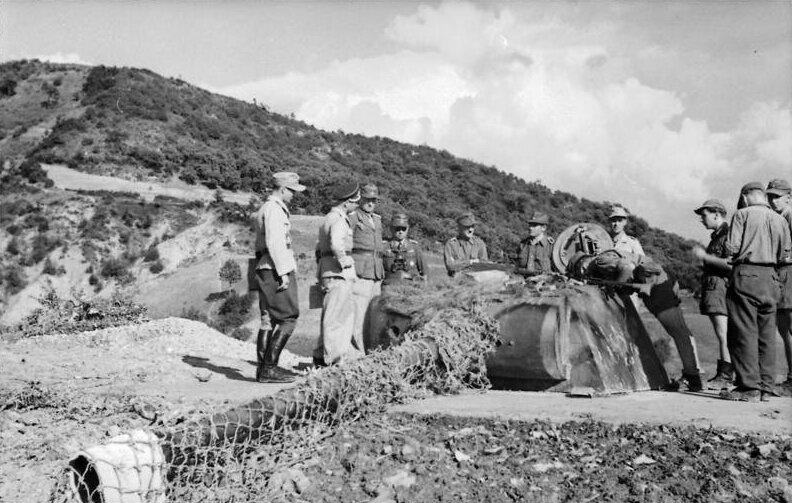
Pantherturm tại Ý, giữa năm 1944

Từ năm 1943, tháp pháo của Panther đã được sử dụng để lắp trong các lô-cốt có thiết kế nằm, với các loại tháp pháo này, phần giáp đỉnh được gia cố lại cho dày hơn và pháo chính cũng được bọc giáp thêm. Có hai loại tháp pháo Panther thường được sử dụng làm vũ khí cho các công trình quân sự:
- Pantherturm III - Betonsockel (phần lô-cốt dưới được làm bằng bê-tông)
- Pantherturm I - Stahluntersatz (phần lô-cốt dưới được làm bằng sắt đặc)

Đạn được chứa bên dưới lô-cốt và nối đến phần điều khiển bằng một đường hầm nhỏ; đạn được vận chuyển bởi kíp điều khiển lô-cốt. Có tổng cộng 182 lô-cốt loại này được lắp đặt ở các bức tường Tây và bức tường Đại Tây Dương, 48 cái ở các phòng tuyến Gothic và Hitler, 36 cái tại mặt trận phía Đông và hai cái dùng để thử nghiệm và huấn luyện; nâng tổng số lô-cốt được lắp đặt lên đến 268 cái vào tháng 3 năm 1945. Chúng thực hiện nhiệm vụ rất tốt, khó bị phá hủy và thường gây ra tổn thất lớn về sinh mạng cho quân địch.

### Tổ chức đội hình
Từ tháng 9 năm 1943, phiên chế một tiểu đoàn tăng Panther (thường gồm 96 chiếc) trong một trung đoàn tăng trực thuộc sư đoàn thiết giáp số 43.
Sơ đồ bố trí như sau:
- Bộ chỉ huy tiểu đoàn:

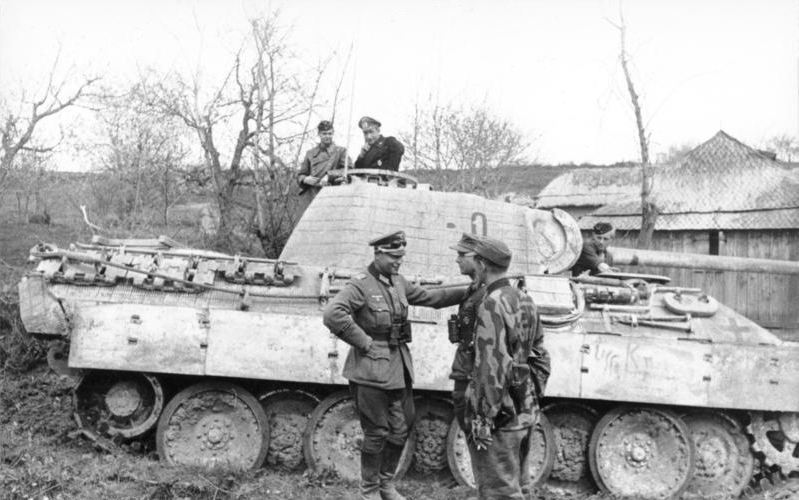
Xe Panzerbefehlswagen Panther Ausf.A (Sd.Kfz. 267) thuộc sư đoàn Panzer Großdeutschland; bức ảnh được chụp tại miền Nam Ukraina, năm 1944

- Trung đội thông tin: gồm 3 chiếc Befehlswagen Panther SdKfz.267/268
- Trung đội trinh sát: gồm 5 chiếc Panther
- Trung đội sửa chữa kỹ thuật-gồm 2 chiếc Bergepanther SdKfz.179

- 4 Đại đội chiến đấu: gồm 22 chiếc Panther mỗi đại đội, gồm bộ chỉ huy (gồm 2 chiếc Panther) và 4 trung đội đánh số từ 1 đến 4. Mỗi trung đội có 5 chiếc Panther.

Từ ngày 3 tháng 8 năm 1944, sư đoàn thiết giáp số 44 được thành lập, trong đó có 1 trung đoàn tăng với hai tiểu đoàn Panzer, một gồm 96 chiếc Panzer IV và một có 96 chiếc Panther. Nhưng về sau, số lượng xe tăng ngày càng giảm do phải tham chiến nhiều với quân Đồng Minh.

## Biện pháp đối phó từ Đồng Minh và Liên Xô

### Từ quân đội Liên Xô

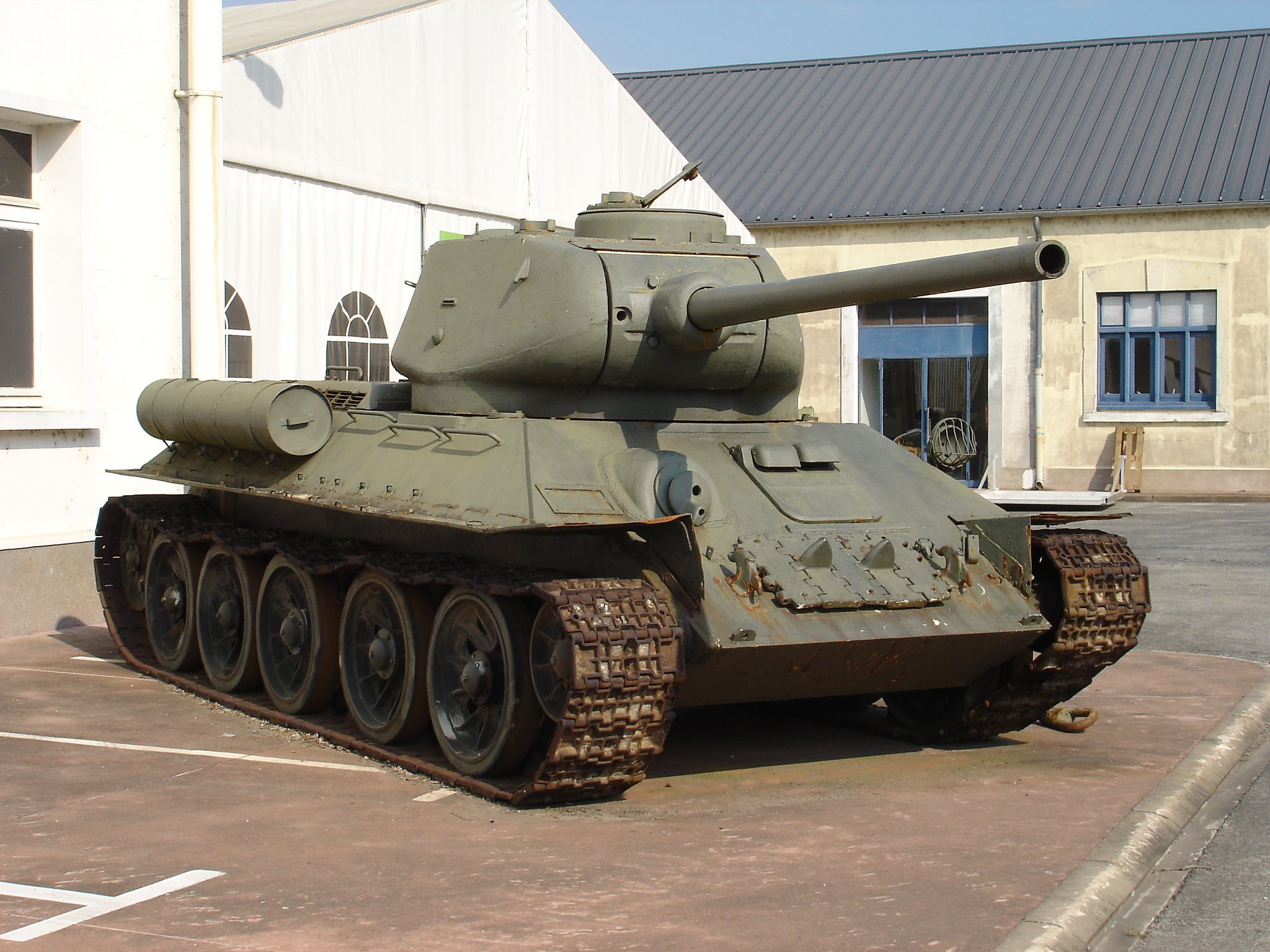
T-34-85-đối thủ được đánh giá là ngang bằng với Panther ở một số tiêu chí trong khi giá thành rẻ hơn đáng kể

Xe tăng có một vai trò quan trọng sống còn đối với quân đội Đức Quốc xã và Liên Xô tại mặt trận phía Đông, vì thế nên một cuộc thi đấu vũ trang đã diễn ra tại đây và cả hai bên đều cố gắng tung ra những loại xe tăng mới có hỏa lực/bọc giáp tốt nhất có thể. Tiger I và Panther chính là câu trả lời từ Đức dành cho hai loại tăng T-34/KV-1 của Liên Xô vào năm 1941. Quân đội Liên Xô đã bắt được một chiếc Tiger I vào tháng 4 năm 1943 để thử nghiệm; kết quả thử nghiệm cho thấy pháo chính 76 mm của T-34 không thể nào xuyên thủng được giáp trước của Tiger-I, và chỉ xuyên được giáp hông ở khoảng cách gần (dưới 500 mét). Một khẩu pháo 85 mm phòng không của Liên Xô với tên gọi 52-K có vẻ hữu dụng trong việc xuyên thủng giáp trước của Tiger I và thế là ngay lập tức pháo 52-K 85 mm được chọn làm pháo chính cho T-34 cải tiến (T-34-85). Quân đội Liên Xô đã hoàn thành việc thử nghiệm thay lắp pháo cho T-34 trước chiến dịch Kursk nhằm chuẩn bị đối phó với tăng Panther mới của Đức Quốc xã. Tuy nhiên loại T-34 cải tiến này chưa kịp đưa vào sản xuất hàng loạt khi trận Kursk diễn ra, và T-34 của Liên Xô trong trận này vẫn là phiên bản mang pháo 76mm.
Kết quả trận Kursk cho thấy quân Liên Xô cần phải thiết kế một loại tăng có sức chiến đấu mạnh mẽ hơn T-34. Sau một quá trình phát triển đều đặn, cuối cùng T-34-85 đã chính thức hoạt động vào tháng 3 năm 1944, nó được trang bị pháo 85mm và vỏ giáp tốt hơn phiên bản T-34 cũ. So về vỏ giáp trước, mẫu T-34-85 (nặng 32 tấn) vẫn kém hơn so với Panther (nặng 45 tấn), khả năng xuyên giáp của pháo 75mm L/70 của Panther cũng tốt hơn. Qua báo cáo của Đức ngày 5 tháng 10 năm 1944, cho thấy ở góc bắn 30 độ, Panther có thể xuyên thủng giáp trước thân xe của T-34-85 ở cự ly 300 m, xuyên được khiên tháp pháo ở 1.200 m và mặt trước tháp pháo ở 2.000 mét. Trong khi đó, T-34-85 chỉ có thể xuyên thủng phía trước tháp pháo của Panther từ khoảng cách 500 m. Nếu bắn vào giáp sườn thì cả hai loại tăng đều có thể xuyên thủng giáp của nhau từ một khoảng khá xa, tới trên 2.000 mét.
Tuy nhiên, pháo 85mm của T-34-85 có thể chống bộ binh và công sự tốt hơn so với pháo 75mm của Panther. Mặc dù T-34-85 nếu đem đánh trực diện ở cự ly xa thì không bằng Panther, nhưng nếu đánh ở cự ly gần thì T-34-85 có ưu thế hơn nhờ vỏ giáp hông xe dày hơn và độ linh hoạt cao hơn, và chỉ cần thêm một chút thời gian phát triển nữa thì T-34-85 sẽ trở thành T-44, nó có thể trở thành đối thủ ngang bằng với Panther ngay cả khi đánh trực diện. Một số loại pháo tự hành mới dựa trên khung tăng T-34 như SU-85 và SU-100 cũng được thiết kế nhằm đối phó với các kiểu xe tăng và pháo tự hành mạnh mẽ của Đức Quốc xã.

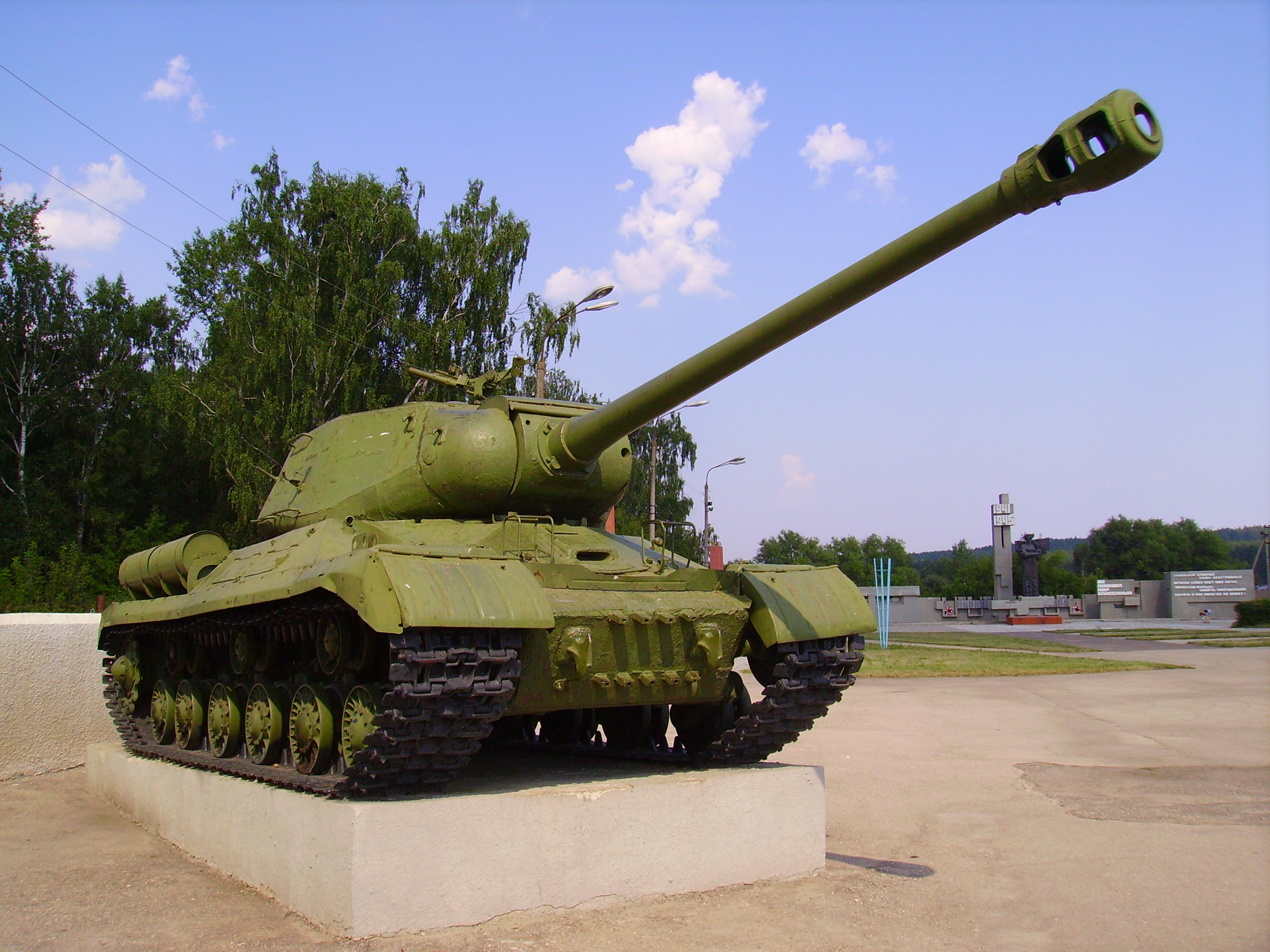
Xe tăng IS-2 Model 1944 có thể đánh bại Panther trong những trận đấu tầm xa

Trong một trận đánh tình cờ vào tháng 8 năm 1943 đã cho thấy lựu pháo A-19 122 mm có thể xuyên thủng giáp của tất cả các loại tăng mà Đức Quốc xã đang sử dụng. Ngay lập tức, dự án phát triển xe tăng hạng nặng IS-2 (được trang bị pháo A-19 122 mm) vào năm 1943 được phát động. Một cuộc thử nghiệm của quân đội Xô Viết cho thấy chỉ cần một phát đạn của IS-2 là giáp của Panther sẽ bị vỡ tung từ đằng trước ra đằng sau. Tuy nhiên, khi quân đội Đức thử nghiệm thì lại cho rằng pháo 122 mm của quân đội Liên Xô không thể xuyên thủng đĩa giáp của Panther (nếu bắn nghiêng góc 30 độ), nhưng có thể xuyên thủng phần trước của tháp pháo/khiên đỡ từ khoảng cách 1.500 m. Pháo chính 75 mm của Panther thì chỉ có thể xuyên thủng giáp trước tháp pháo của IS-2 từ khoảng cách 800 m và giáp trước thân xe ở khoảng cách 600 m. Tuy vậy từ năm 1944, việc thiếu quặng khiến người Đức chuyển sang sử dụng thép có hàm lượng các-bon cao và ni-ken, khiến vỏ giáp xe tăng Đức trở nên giòn hơn, một viên đạn xuyên giáp BR-471 APHE của IS-2 từ khoảng cách 2.500 mét cũng có thể gây sát thương cho Panther kể cả khi bắn vào giáp trước. Về phần giáp sườn, Panther có thể bị pháo của IS-2 xuyên thủng ở cự ly tới 3.500 mét.
Tuy nhiên, loại đạn nổ - công phá cỡ nòng 122mm mới là ưu thế chính của IS-2, với khả năng phá hủy và sát thương lớn. Viên đạn nổ phá 122mm của IS-2 nặng tới 25 kg, trong đó chứa lượng chất nổ nặng tới 3,8 kg, khi nổ sẽ tạo sức công phá rất mạnh. Khi bị trúng loại đạn này, vỏ giáp Panther sẽ bị nứt nghiêm trọng hoặc vỡ từng mảng, các thiết bị mỏng manh như kính ngắm, điện đài... sẽ bị hỏng, và tổ lái trong xe cũng sẽ chết hoặc trọng thương vì chấn động của vụ nổ. Một điểm quan trọng khác là sức mạnh của đạn nổ - công phá chỉ phụ thuộc vào lượng thuốc nổ chứa bên trong đạn, nó không bị suy giảm sức sát thương theo cự ly bắn như đạn xuyên giáp động năng. Do đó, loại đạn này có thể hạ gục hiệu quả Panther từ cự ly tới 3.000 mét, vượt xa cự ly mà xe tăng Đức có thể bắn hạ được IS-2.
Nếu so sánh hai loại tăng có kích cỡ và trọng lượng khá tương đương nhau như thế này, ta có thể nhận thấy chúng có những điểm yếu và mạnh riêng biệt. IS-2 có vỏ giáp tốt hơn Panther, hỏa lực của mỗi phát bắn mạnh hơn bởi dùng pháo có cỡ nòng lớn, nếu đánh trực diện thì IS-2 có thể tiêu diệt Panther từ cự ly mà đối thủ không thể đáp trả (Tài liệu hướng dẫn chiến thuật của Đức đã khuyến cáo các tổ lái Panther cần phải đợi IS-2 tiến vào cự ly dưới 600 mét để đảm bảo phát bắn có thể xuyên được giáp trước IS-2) Ngược lại, Panther có lượng đạn dự trữ nhiều hơn và có tốc độ di chuyển cao hơn IS-2 (IS là loại xe tăng hạng nặng đánh đổi tốc độ để có vỏ giáp dày), điểm yếu lớn nhất của IS-2 đó chính là tốc độ bắn của nó; vì phải mang theo pháo A-19 nên tốc độ của IS khá chậm (2-3 phát/phút), và đây chính là điểm yếu dễ thấy nhất để Panther khai thác.

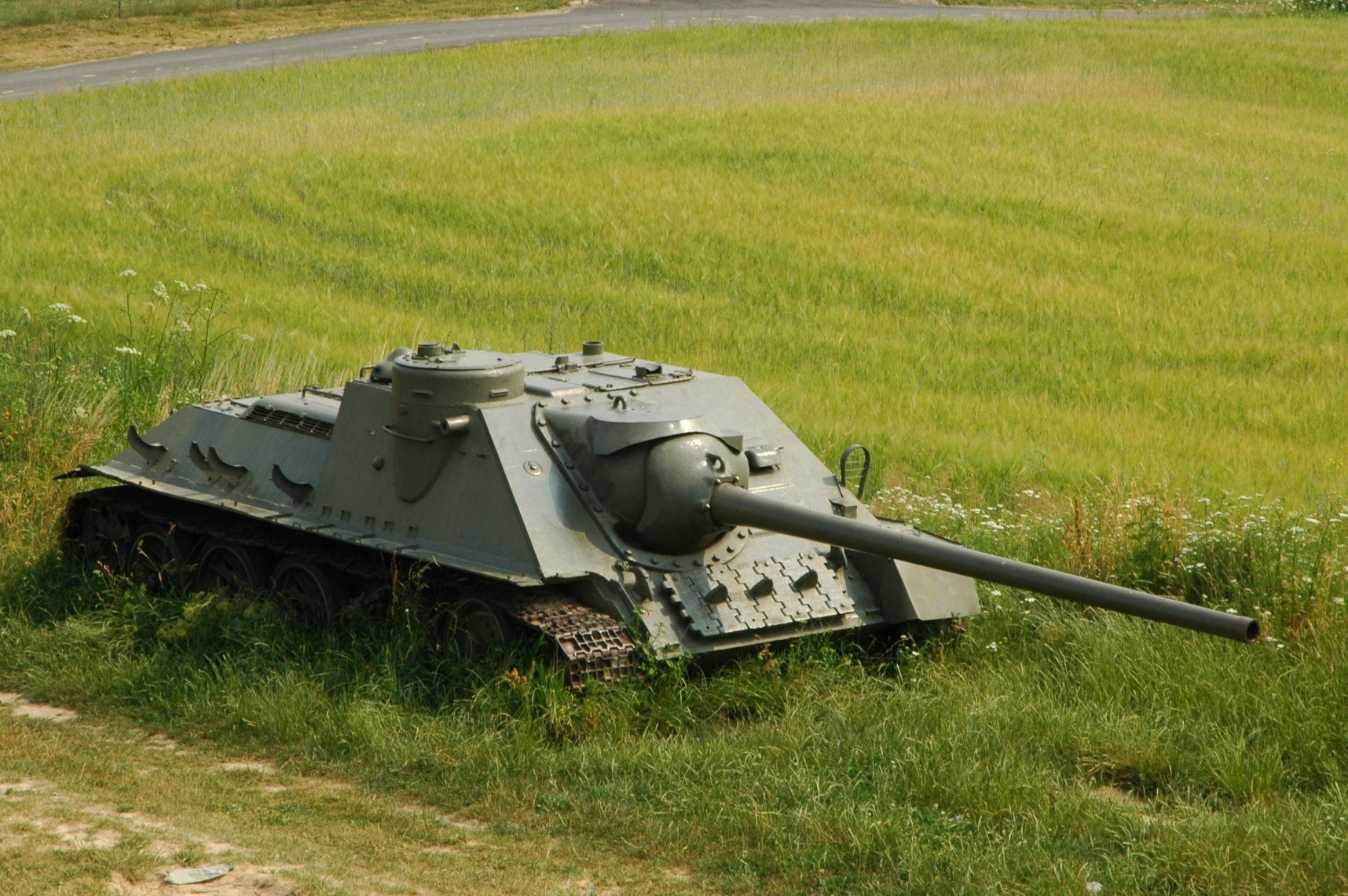
Pháo tự hành diệt tăng SU-100

Ngoài IS-2, Hồng quân cũng đưa vào trang bị ba loại pháo tự hành có thể tiêu diệt Panther một cách hiệu quả là SU-100, ISU-122 và ISU-152. SU-100 là một trong những pháo tự hành chống tăng tốt nhất của thế chiến thứ hai. Pháo chính 100mm khi dùng đạn BR-412B APBC có thể xuyên thủng vỏ giáp dày 85mm nghiêng 55 độ của xe tăng Panther ở khoảng cách 1,5 km, hoặc xuyên được giáp trước tháp pháo Panther ở cự ly tới 2 km. Việc này có nghĩa là SU-100 có thể dễ dàng tiêu diệt Panther ở cự ly chiến đấu thông thường, điều này khiến nó có biệt danh "Pizdets vsemu", tạm dịch là "sự kết thúc của mọi thứ".
Loại pháo tự hành ISU-152 lại có thể hạ Panther bằng cách dùng sức nổ mạnh để xé nát vỏ giáp xe tăng địch. Loại đạn nổ 152mm nặng tới 48 kg có sức nổ đủ mạnh để đập vỡ các tấm giáp hoặc thổi bay tháp pháo của một chiếc xe tăng Con báo. Đôi khi "nạn nhân" không bị phá hủy hoàn toàn và có thể được sửa chữa lại, tuy nhiên sức nổ kinh hồn của viên đạn đủ để gây ra hư hại đáng kể cho kết cấu bên trong của xe và gây ra thương vong cho tổ lái bởi sóng xung kích của vụ nổ, các mảnh vỡ của vỏ giáp bắn vào trong xe và sự rò rỉ nhiên liệu trong các khoang chứa gây ra các đám cháy bên trong. Khi trúng phải 1 phát đạn của ISU-152, hiếm có tổ lái xe tăng Đức nào có thể sống sót hoặc không bị thương nặng. Lính xe tăng Liên Xô Dmitri Loza kể lại:
Khi chúng tôi tiến vào Vienna, người ta bố trí thêm cho chúng tôi một khẩu đội ISU-152 hạng nặng, gồm ba chiếc... Bọn Đức phản công bằng nhiều chiếc Panther. Panther là một loại tăng hạng nặng. Tôi ra lệnh đưa một chiếc ISU lên phía trước để chọi với đám tăng Đức. Và, chúng gặp nhau trên đường. Chiếc ISU nã đạn và sức nổ tống chiếc Panther bật lùi về sau (bắn từ khoảng cách 400-500 mét). Tháp pháo của nó văng khỏi thân rồi rơi xuống cách đó mấy mét.

### Từ quân đội Anh và Mỹ

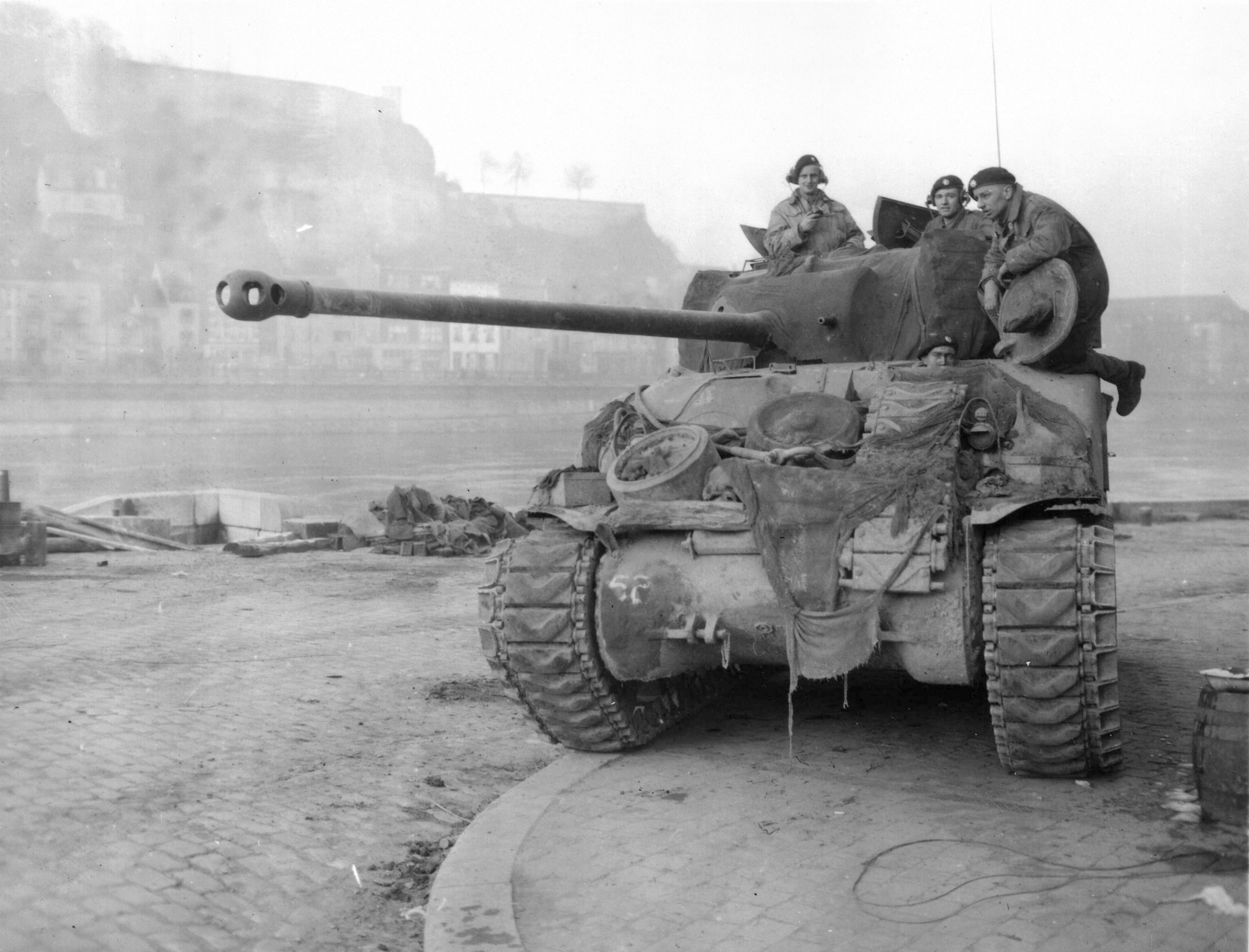
Sherman Firefly có thể bắn hạ Panther nếu sử dụng loại đạn APDS mới được phát minh

Mặc dù lực lượng Đồng Minh biết được Đức Quốc xã đã tung ra một loại tăng mới mạnh mẽ và đầy uy lực nhưng trong thực tế thì Panther chưa bao giờ tham chiến với quân Đồng Minh cho đến tận năm 1944 tại Anzio, Ý (tại đây số lượng Panther rất ít). Từ đó cho đến tận chiến dịch đổ bộ Normandy, Panther mới bắt đầu tham chiến với số lượng lớn (theo như phán đoán của quân Đồng Minh thì số lượng xe tăng Panther tác chiến sẽ không nhiều).
Trước chiến dịch Normandy, một bộ phận quân Mỹ đã biết được dây chuyền sản xuất Panther và phán đoán số lượng tác chiến khoảng 270 chiếc (về sau, bộ trưởng Quân sự và khí tài Albert Speer tuyên bố con số này là 276 chiếc) tính đến tháng 2 năm 1944, tức là lớn hơn nhiều so với trước đây đã dự đoán. Vì phán đoán sai lệch nên quân Đồng Minh vẫn tưởng rằng số tăng Đức tham chiến ở đây chỉ hoàn toàn là Panzer IV và một số lượng nhỏ Panther, nhưng không ngờ, số lượng Panther lại chiếm đến hơn 38% tổng số tăng tham chiến. Loại tăng mà quân Mỹ sử dụng hiện tại là M4 Sherman không thể xuyên thủng giáp trước của Panther bằng pháo chính 75 mm.
Người Anh vốn có lực lượng tình báo chuyên nghiệp nên đã biết trước toàn bộ thông số kỹ thuật, điểm yếu-mạnh của Panther do đó quân Anh đã kịp thời ứng phó bằng cách thay thế pháo chính 75 mm hiện tại của M4 bằng pháo 17 pounder (vốn cho kết quả chiến đấu rất xuất sắc) và cho ra phiên bản Sherman Firefly. Ngoài ra quân Anh còn củng cố thêm 200 tăng Challenger với pháo chính 17 pounder. Trong trận Normandy số tăng này đã tỏ ra hữu dụng khi đối đầu với Panzer IV và Panther, tỉ lệ thiệt hại giảm rõ rệt khiến cho chỉ huy quân đội Anh tăng số Sherman Firefly lên chiếm một nửa số Sherman mà quân đội Anh sở hữu. Tăng Comet với vũ khí chính cũng là pháo 17 pounder cũng thay thế cho một số đơn vị chiến đấu M4 75 mm. Khi đối đầu với Panther bằng đạn APCBC thì Sherman Firefly tỏ ra yếu thế hơn nhưng khi sử dụng đạn APDS thì Sherman Firefly vẫn có thể bắn xuyên được giáp trước Panther một cách dễ dàng. Tuy nhiên, loại đạn APDS của Sherman Firefly lại bị than phiền vì độ chính xác thấp (tỷ lệ bắn trúng ở cự ly 500 mét chỉ đạt gần 34,2%, ở cự ly 910 mét thì tỷ lệ này sụt còn 14,9% và ở cự ly 1.350 mét thì chỉ còn 7,1%), do đó ở cự ly trên 500 mét thì Sherman Firefly vẫn tỏ ra yếu thế hơn Panther.
Theo như học thuyết quân sự của người Mỹ, đứng đầu là tướng Lesley McNair - bản thân là một người vận chuyển pháo - cho rằng xe tăng nên di chuyển cùng với bộ binh, tận dụng những cơ hội cần thiết để dụ xe tăng quân địch đối đầu với lực lượng pháo tự hành chống tăng (là một hỗn hợp nhiều loại xe bọc thép như: PTHCT M10, PTHCT 76 mm M18 Hellcat và PTHCT 90 mm M36). Học thuyết này dẫn đến việc nâng cấp lại tăng M4 Sherman - hiện là loại tăng có thể đối đầu với đa số các tăng Đức như Panzer III và IV - tại các chiến trường Ý và Bắc Phi. Để đối đầu lại quân Liên Xô, quân đội Đức đã nâng cấp pháo 7.5 cm KwK 40, quân đội Mỹ cũng có phương án tác chiến ngược lại bằng cách nâng cấp pháo 76 mm cho tăng M4 Sherman vào tháng 4 năm 1944. Học thuyết này cũng ngăn cản thêm việc thiết kế xe tăng hạng nặng M26 Pershing. Lesley McNair lý giải rằng việc này nhằm đề ra tiêu chuẩn chọn lựa xe tăng trên con đường di chuyển đến Châu Âu dài hơn 3.000 dặm, theo đó xe tăng không nên quá nặng để giảm bớt chi phí vận chuyển

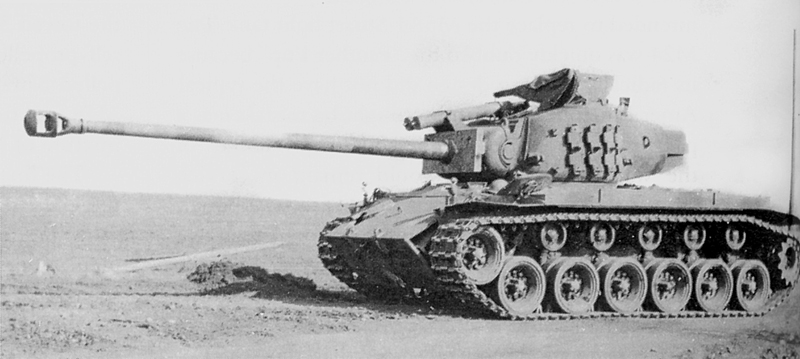
M26 Super Pershing, loại xe duy nhất của Mỹ có khả năng hạ gục Panther, nhưng chỉ có một số lượng rất nhỏ tham chiến

Sau một thời gian tác chiến với quân Đức, quân đội Mỹ phát hiện ra là pháo 75 mm của họ không thể nào xuyên thủng giáp trước của Panther được, nhưng có thể xuyên thủng được nhiều phần khác của Panther từ khoảng cách 400 m-2.600 m. Pháo 76 mm cũng không thể xuyên thủng được giáp trước của Panther, nhưng có thể xuyên được phần khiên tháp pháo ở khoảng cách rất gần. Vào tháng 8 năm 1944, đạn HVAP 76 mm được trang bị cho lực lượng thiết giáp của quân Mỹ nhằm cải thiện tình hình chiến đấu. Vì đạn này có lõi wolfram nên vẫn không thể xuyên thủng giáp trước của Panther nhưng có thể thổi tung khiên tháp pháo của nó ở khoảng cách 730–910 m, thay vì khoảng cách 91.44 m khi sử dụng đạn bình thường. Tuy nhiên vì vấn đề hạn chế trong sản xuất đã dẫn đến thiếu hụt lượng wolfram cung cấp, mỗi xe tăng chỉ có một số ít đạn này và thậm chí một vài đơn vị đã không bao giờ được cấp.
Pháo tự hành chống tăng M36 90 mm được giới thiệu vào tháng 9 năm 1944, tuy nhiên đạn 90 mm của nó vẫn tỏ ra khó khăn khi xuyên giáp Panther cho đến khi được trang bị đạn lõi wolfram, nó có thể xuyên thủng giáp trước của Panther từ một khoảng cách nhất định.
Trong trận Bulge, số tăng Mỹ bị thiệt hại khá lớn do phải đối đầu với lực lượng tăng Panther với lớp giáp dày và hỏa lực mạnh. Theo như yêu cầu của tướng Eisenhower, tăng Sherman được trang bị pháo chính mới 76 mm để đối đầu với tăng Đức cho đến cuối cuộc chiến. Số tăng M26 Pershing triển khai muộn vào tháng 2 năm 1945 đã làm cho quân Mỹ không có bất cứ phương tiện thiết giáp nào đủ hữu hiệu để chống quân Đức. Một đoạn phim do quân Mỹ quay được tại Cologne đã diễn tả một chiếc M26 bắn nát chiếc Panther sau khi nó đã hạ gục được 2 chiếc M4 Sherman.
Việc sản xuất Panther và các loại tăng khác của Đức dừng lại sau tháng 1 năm 1945 và 8 trung đoàn ở mặt trận phía Tây được chuyển về mặt trận phía Đông vào tháng 2 năm 1945. Việc Panther di chuyển sang mặt trận phía Đông đã tạo thuận lợi cho quân đội Đồng Minh tấn công vào lãnh thổ Đức. Dù vậy quá trình này vẫn diễn ra hết sức căng go, quân Đức còn rất nhiều phương tiện chống tăng hữu hiệu như pháo phòng không Flak 88 mm, bazooka 88 mm Panzerschreck, PTHCT 7.5 cm Pak 40, Marder, StuG III, StuG IV, và Jagdpanzer, các vũ khí trên góp phần làm chậm bước tiến đến Berlin và gây thêm thiệt hại cho quân Đồng Minh. Một bản báo cáo vào ngày 15 tháng 3 năm 1945 cho thấy trong số 117 chiếc Panther còn lại ở mặt trận phía Tây, chỉ có 49 chiếc hoạt động.

## Các thiết kế liên quan

### Panther II

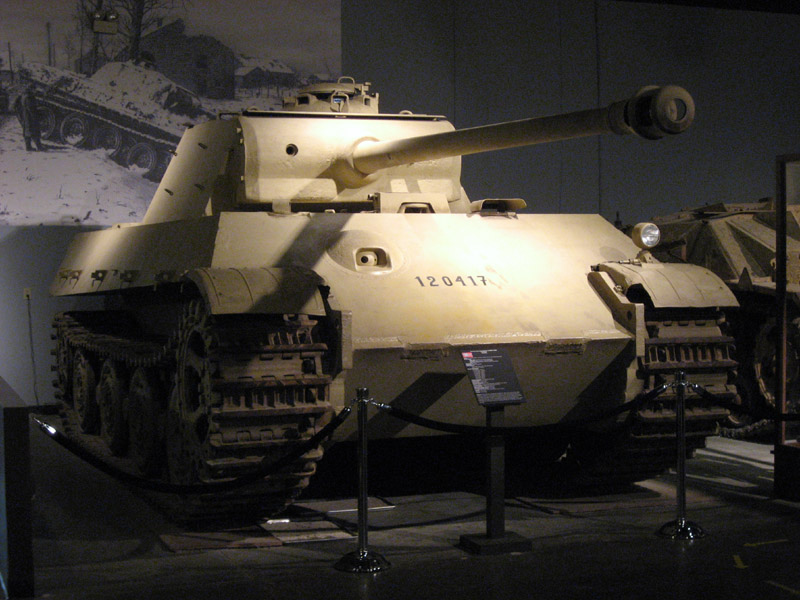
Panther II tại bảo tàng Patton Cavalry and Armor

Việc thiết kế ra bản II chủ yếu xuất phát từ việc Hitler nghi ngờ độ hiệu quả của Panther (vì lớp giáp sườn của nó quá mỏng và yếu). Thật ra thì việc nghiên cứu thay thế giáp sườn đã diễn ra từ năm 1942. Sau đó, Hitler tổ chức bàn luận về việc này vào tháng 1 năm 1943, từ đó nảy sinh một phiên bản mới mà về sau có tên là Panther 2 (sau tháng 4 năm 1943). Trong bản thiết kế, phần đĩa trước được tăng lên 100 mm, giáp sườn được tăng lên 60 mm và giáp phần đỉnh tháp pháo được tăng lên 30 mm. Và Panther II được đưa vào sản xuất từ tháng 9 năm 1943.
Tại một cuộc họp vào ngày 10 tháng 2 năm 1943, Bộ Chiến tranh Đế chế (Reichskriegsministerium) đã bàn về việc thay thế bánh khía và bánh dẫn chính ở phần cuối. Một cuộc họp mặt khác 7 ngày sau đó đã bàn tiếp về việc trao đổi các bộ phận giữa Panther II và Tiger II, như bộ truyền động, bánh xích cốt thép và cấu truyền động. Cũng trong tháng 2, cuộc họp lần thứ 3 bàn về việc thay thế các bộ phận khác ví như pháo 88 mm L/71 KwK 43. Tháng 3 năm 1943, MAN thông báo là họ sẽ hoàn thành mẫu đầu tiên vào tháng 8 cùng năm. MAN đang rất cân nhắc xem nên chọn loại động cơ nào, cuối cùng đã quyết định chọn động cơ Maybach HL 234 (hệ thống nạp-xả, phun nhiên liệu mới, đạt 900 hp khi hoạt động 8 máy truyền động thủy lực).
Việc thiết kế ra bản Panther II đã được Bộ Chiến tranh và đặc biệt là Hitler quan tâm đến khi bản I bắt đầu tham chiến tại các mặt trận. Nhưng việc thiết kế cũng như nghiên cứu Panther II bị đình trệ từ tháng 5-6 năm 1943 là do phải sản xuất bản Panther I. Hiện chưa rõ tại sao lại dừng việc thiết kế Panther II, nhiều người nghĩ đó là do sức ép từ việc thời gian cấp bách và Bộ Chiến tranh không có thời gian để nghiên cứu cũng như thiết kế thêm, riêng quân Đồng Minh cho rằng việc thiết kế Panther II sẽ làm chậm lại quá trình sản xuất Panther I.
Quân Mỹ đã chiếm được một mẫu khung hoàn chỉnh được cho là của Panther II, hiện tại nó đang được trưng bày tại bảo tàng Patton, Fort Knox. Một tháp pháo của phiên bản Ausf.G được lắp lên mẫu khung này.

### Panther Ausf. F

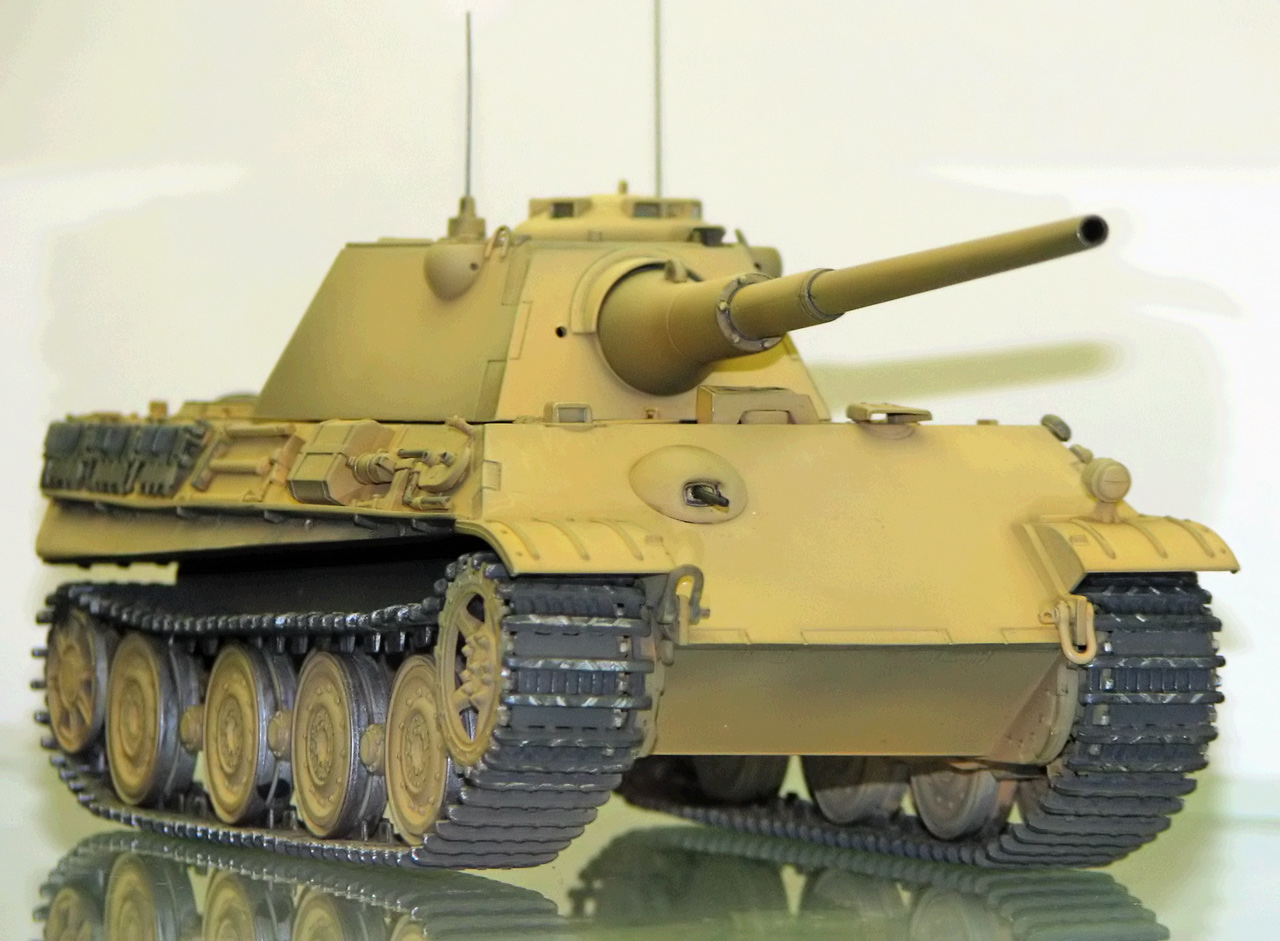
Mẫu Panther Ausf.F với tháp pháo Schmalturm

Sau khi dự án thiết kế Panther II bị hủy bỏ, một dự án cải tiến khác được xúc tiến, chủ yếu là thay thế phần tháp pháo. Những cải tiến quan trọng về độ dày của giáp bảo vệ tháp pháo. Vào cuối năm 1943, các nhà thiết kế xe tăng Đức đã cố gắng thay đổi thiết kế tháp pháo của xe tăng Panther nhằm tạo ra một tháp pháo hẹp hơn, qua đó giảm khả năng bị trúng đạn. Độ dày của giáp xung quanh tháp pháo cũng được tăng lên cùng các sửa đổi về góc cạnh nhằm làm giảm khả năng bị tiêu diệt từ trên cao.
Việc chế tạo mẫu thử nghiệm được dự trù bắt đầu vào khoảng tháng 2/1944. Thiết kế tháp pháo mới được gọi là Tiggp Panther và do công ty Rheinmetal giới thiệu vào tháng 3/1944. Các nhà thiết kế dự định trang bị cho tháp pháo hẹp này hệ thống quan sát cùng một pháo chính mới. Nhưng việc Đức Quốc xã thua trận đã đặt một dấu chấm hết cho dự án.
Dự án đầu tiên có tính cải tiến tháp pháo được thực hiện vào ngày 7 tháng 11 năm 1943, lắp ráp một tấm khiên đỡ pháo ở đằng sau dày 120 mm và bao thêm một phần đĩa trước. Một bản thiết kế khác được vẽ bởi Rheinmettall vào ngày 1 tháng 3 năm 1944, giảm chiều rộng và thêm một tấm khiên, phiên bản này chính là biến thể Turm-Panther (Schmale Blende)
Một vài bản thí nghiệm với tên gọi "Schmalturm" được chế tạo vào năm 1944 với pháo chính sửa chữa từ phiên bản pháo 75 mm KwK 42 L/70-về sau được đặt tên lại thành pháo KwK 44/1. Một vài chiếc trong số chúng bị quân Đồng Minh bắt và di chuyển về nước họ. Hiện tại còn một chiếc trưng bày tại bảo tàng tăng-thiết giáp Bovington.
Schmalturm có giáp mặt trước của tháp pháo dày 120 mm xiên 20 độ; giáp mặt bên dày được tăng từ 45 mm lên 60 mm, phần đỉnh được gia cố từ 16 mm lên 40 mm. Một tấm khiên thiết kế theo kiểu vòng đai được bọc vào tháp pháo tương tự như tăng Tiger-II. Mặc dù vỏ giáp dày hơn như vậy nhưng do tháp pháo mới nhỏ hơn nên trọng lượng xe tăng không những không thay đổi mà còn giảm đi, điều này rất lợi so với tháp pháo cũ.
Phiên bản Panther Ausf F được trang bị tháp pháo Schmalturm nhằm tăng độ trượt đạn của giáp và thêm một phần giáp dày nữa vào đỉnh tháp pháo phần trên. Tháp pháo Schmalturm được thiết kế để trang bị máy định tầm lập thể và có khối lượng nhẹ hơn tháp pháo cũ. Các hệ thống vũ khí mới được chế tạo với khả năng tương thích cao với tháp pháo thân hẹp mới. Thiết bị quan sát hồng ngoại cũng được bổ sung thêm giúp xe có thể tác chiến vào ban đêm mà các xe tăng thời đó chưa làm được.
Mẫu thử nghiệm Panther Ausf-F được hoàn thành vào tháng 8/1944. Xe tăng mới được trang bị pháo chính 75mm KwK 44/L71. Pháo có một xi lanh giảm giật cùng hệ thống thu hồi nhiệt mới. KwK44 không có thiết kế thoát hơi thuốc ở đầu nòng pháo, mặc dù mẫu giới thiệu có tính năng này. Điều này khiến lực giật của pháo khi bắn tăng đáng kể từ 12-18 tấn. Tháp pháo có hệ thống trợ lực có thể quay 360 độ trong 30 giây. Nó cũng có thể quay bằng tay nhưng mất đến 4 phút để quay đủ 360 độ. Tuy nhiên, khi tháp pháo quay sang một bên, việc nạp đạn khá chậm và cần có sự trợ giúp của một bánh đà.
Các thử nghiệm cho thấy pháo KwK 44/L71 có khả năng xuyên giáp rất tốt so với các pháo trước đó nhờ loại đạn mới. Tháp pháo có hệ thống kính quan sát tiềm vọng TZF13 với khả năng phóng đại từ 2,5-6 lần, độ phóng đại tối đa có thể lên đến 12 lần. Kính TZF13 có 7 góc quan sát khác nhau giúp chỉ huy quan sát môi trường xung quanh tốt hơn. Nó đi kèm với một máy đo khoảng cách. Phía trên kính tiềm vọng có một tấm giáp che đặc biệt giúp nó không hỏng khi bị bắn bằng vũ khí nhỏ.
Một cải tiến quan trọng trên xe tăng Panther Ausf-F là hệ thống truyền động mới giúp xe vận hành êm hơn, tốc độ nhanh hơn. Panther Ausf-F có hệ thống liên lạc radio mới tốt hơn.
Kế hoạch sản xuất loạt 1.929 xe tăng mới dự kiến sẽ bắt đầu vào tháng 5/1945. Tháng 3/1945, Hitler muốn sửa đổi Panther Ausf-F sử dụng pháo chính 88 mm như trên xe tăng Tiger II. Điều đó khiến kế hoạch sản xuất ban đầu phải hoãn lại. Việc thiết kế tháp pháo Schmalturm và pháo đời mới 88mm KwK 43 L/71 được áp dụng và đưa vào sản xuất từ tháng 1 đến tháng 3 năm 1945. Có thể các loại tăng Đức sau đó sẽ được thiết kế theo kiểu này, nhưng điều đó không bao giờ xảy ra vì Đức đã thua trận và phân chia.
Một số lượng chưa rõ thân của Ausf.F được sản xuất tại các nhà máy của Daimler-Benz và Ruhrstahl-Hattingen; dù sao thì không có bằng chứng nào cho thấy đã từng có chiếc Ausf.F hoàn chỉnh nào được xuất xưởng trước khi kết thúc chiến tranh. Mẫu xe tăng hiện đại của Đức quốc xã cuối cùng đã không kịp ra chiến trường. Khi lực lượng đồng minh tiến vào Berlin chỉ 4 mẫu Panther Ausf-F đang nằm trên dây chuyền sản xuất. Toàn bộ tài liệu kỹ thuật của dự án xe tăng này bị phía Mỹ thu giữ.

### E-50
Dòng tăng E bao gồm E-25, E-50, E-75, E-100 (đánh số theo thứ tự), trong đó Panther gồm dòng E-50. E-50 có thiết kế hệ thống dây cót nhằm thay thế hệ thống thanh xoắn đôi. Tháp pháo Schmalturm và pháo 88 mm L/71 cũng được dùng ở phiên bản này.

### Các mẫu pháo tự hành và tăng thiết kế dựa trên khung tăng Panther

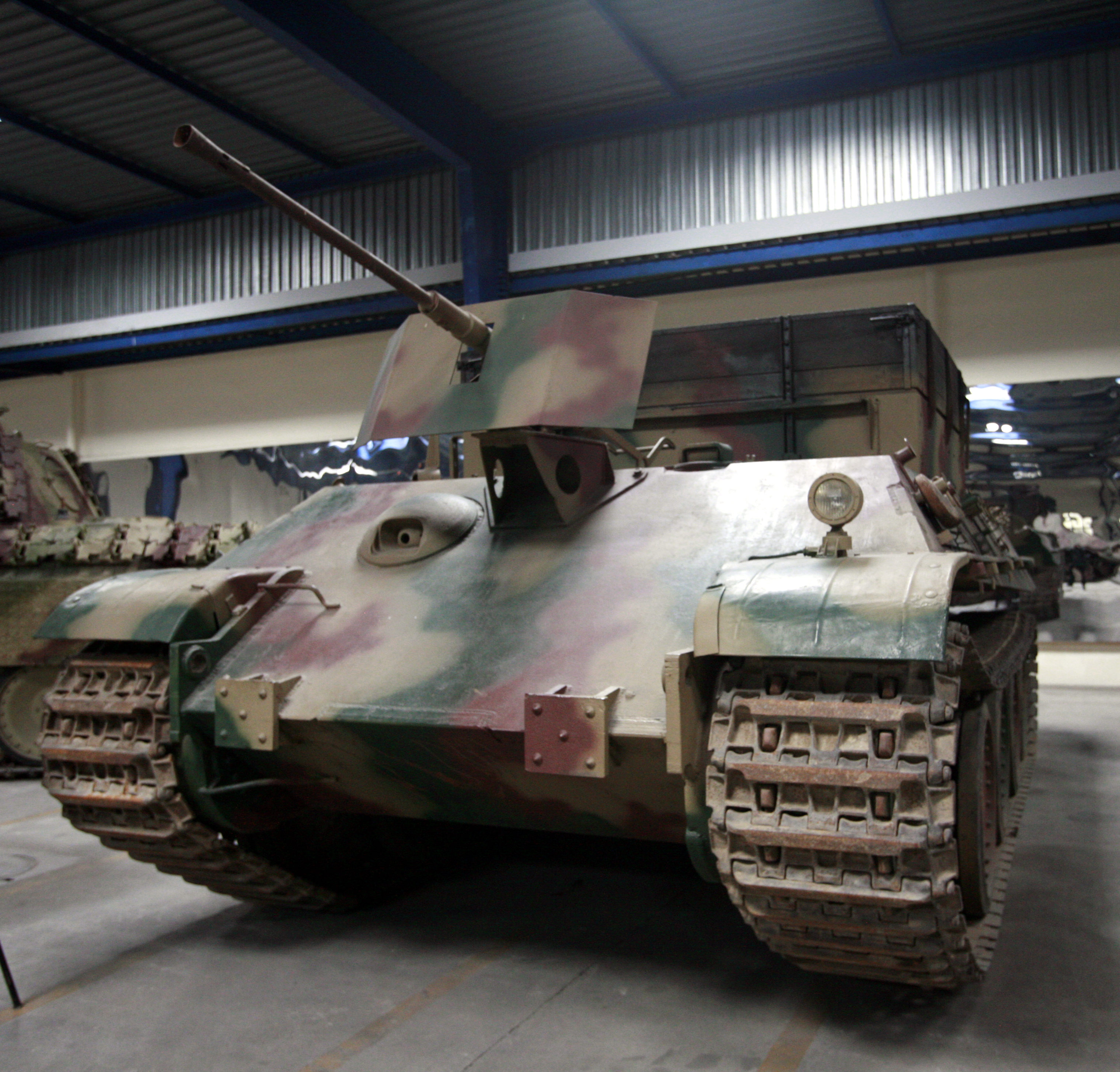
Bergepanther tại bảo tàng thiết giáp Saumur

- Jagdpanther: phiên bản pháo tự hành chống tăng hạng trung sử dụng pháo 88 mm L/71.
- Befehlspanzer Panther: tăng chỉ huy với bộ điện đàm được nâng cấp.
- Beobachtungspanzer Panther: tăng quan sát để hỗ trợ pháo tầm xa, lắp pháo giả, được trang bị 2 khẩu MG-34.
- Bergepanther: xe sửa chữa.
- Flakpanzer Coelian: dự án pháo phòng không tự hành, dự định trang bị 2 khẩu pháo Flak 43 37 mm lắp trong tháp pháo được bọc giáp.[125]

## Hoạt động sau chiến tranh
Mặc dù có công nghệ thiết kế được xem là "tối tân", nhưng Panther có rất ít ảnh hưởng đến các loại tăng sau chiến tranh. Loại tăng AMX 50 của Pháp(được thiết kế sau chiến tranh) có ảnh hưởng nặng từ Panther nhưng cũng không bao giờ được đặt lên dây chuyền sản xuất. Người Pháp đã nâng cấp một loại pháo mới từ pháo 75 mm KwK 42 L/70 (của Panther) thành pháo 75 mm DEFA-CN75-50. Hai loại pháo này bước đầu được trang bị cho tăng hạng nhẹ AMX 13 và xe bọc thép Panhard EBR. Nếu so sánh Panther với T-34/76 thì nhà sử học quân sự Steve Zaloga có nói rằng Panther chính là tiền thân của các loại MBT (viết tắt của "Main Battle Tank" - "Xe tăng chiến đấu chủ lực) - một loại xe tăng xuất hiện 20 năm sau Chiến tranh thế giới thứ hai.
Panther được sử dụng bởi một vài lực lượng quân đội khác, trước và sau năm 1945.

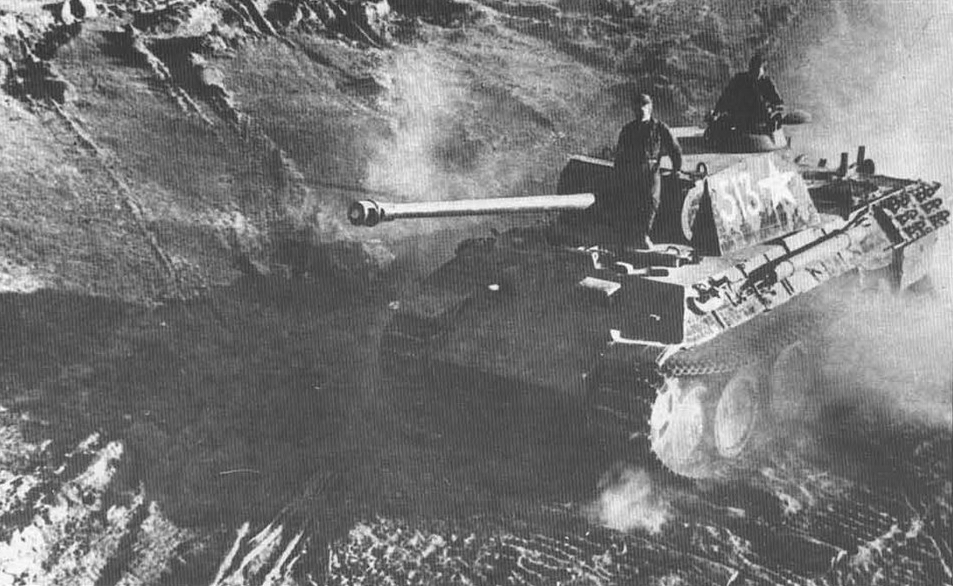
Một chiếc Panther phục vụ cho quân đội Liên Xô

Trong Chiến tranh thế giới thứ hai, quân đội Liên Xô sử dụng một số chiếc Panther mà họ bắt giữ được. Chúng được sơn lại màu của quân đội Liên Xô và sửa chữa lớn về mặt ngoài để tránh bị bắn nhầm.
Trong thời gian tháng 3 và tháng 4 năm 1945, quân đội Bungary nhận được 15 chiếc Panther các loại (Ausf.A-D-G...) từ quân đội Liên Xô; nhưng chúng chỉ được sử dụng trong thời gian rất ngắn. Chúng bị tháo rời các bộ phận chính và được sử dụng thành lô-cốt canh gác ở biên giới Bulgaria - Thổ Nhĩ Kỳ đến cuối những năm thập niên 40. Số phận của những lô-cốt hiện không rõ, nhưng có một số nguồn cho thấy rằng số lô-cốt này bị tháo rời và vứt bỏ vào những năm 1950.
Vào tháng 5 năm 1946, quân đội România nhận được 13 chiếc Panther từ quân đội Liên Xô. Ban đầu chúng được sử dụng bởi lữ đoàn thiết giáp số 1. Đến năm 1947, số tăng này được chuyển cho sư đoàn Liên Xô Tudor Vladimirescu - đây là một sư đoàn tình nguyện. Panther được đặt biệt danh là T-5 khi hoạt động trong các sư đoàn tại đây. Những chiếc Panther được bảo quản trong tình trạng khá tồi tệ và còn hoạt động đến tận năm 1950; đúng thời điểm mà quân đội România nhận được những chiếc xe tăng T-34/85 từ quân đội Liên Xô. Tất cả số Panther và T-34/85 bị loại bỏ vào năm 1954. Panther hoạt động tại đây gồm nhiều loại: Ausf.A-D-G. Số Panther này được giới thiệu đến công chúng vào ngày 1 tháng 5 năm 1948 tại một cuộc phô trương lực lượng quân đội với cờ-huy hiệu Romania. Tính đến năm 1950, Panther là loại tăng nặng nhất mà quân đội Romania từng sở hữu.
Một chiếc Panther (với biệt danh: "Cuckoo") phục vụ cho lực lượng Coldstream Guard (một trung đoàn thuộc quân đội Anh).
Phát xít Nhật cũng có mua từ Đức một chiếc Panther Ausf.D để nghiên cứu vào năm 1943. Nhưng, công nghệ này không bao giờ được áp dụng cho các loại tăng Nhật. Giáp xiên và thiết kế tháp pháo của Panther có ảnh hưởng không nhỏ đến các bản thiết kế tăng giai đoạn cuối chiến tranh của Nhật: Chi-To Kiểu 4 và Chi-Ri Kiểu 5.
Sau chiến tranh, Pháp sở hữu đến hơn 50 chiếc Panther các loại đủ để thay thế và trang bị cho trung đoàn 503. Số tăng này hoạt động đến tận năm 1950 - vào thời điểm này số Panther đã bị thay thế bởi tăng hạng nặng ARL-44.
Vào năm 1946, quân đội Thụy Điển có gửi một phái đoàn đến Pháp nhằm xin lại số Panther để nghiên cứu kỹ thuật. Trong chuyến đi, người Thụy Điển có phát hiện một vài chiếc Panther nên đã xin về nhằm mục đích thí nghiệm và đánh giá. Cuộc thử nghiệm kéo dài đến tận năm 1961. Hiện tại chiếc Panther này được trưng bày tại bảo tàng Panzer Đức (Deutsches Panzermuseum), Munster.

## Những chiếc còn sót lại

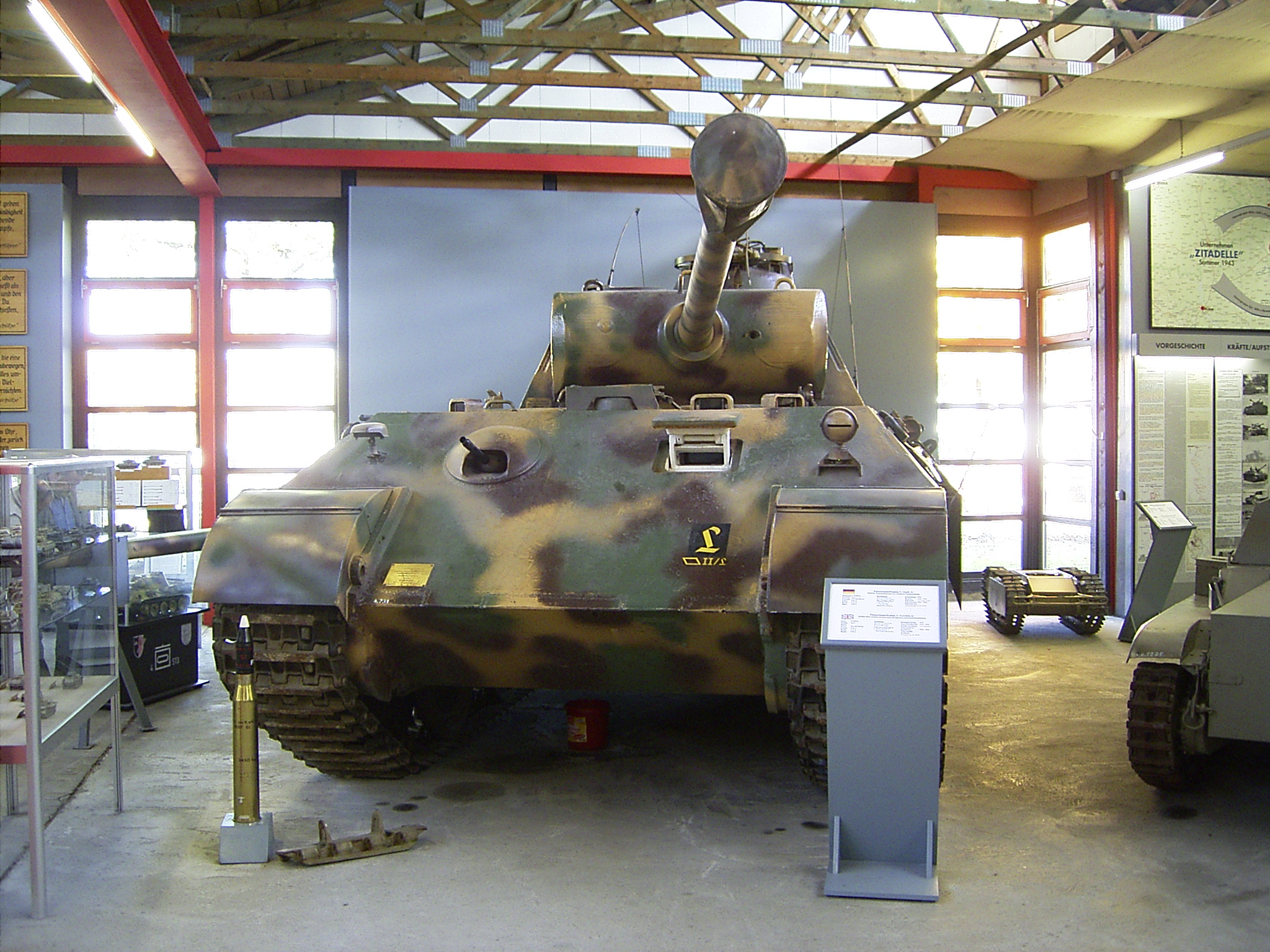
Chiếc Panther tại bảo tàng thiết giáp Panzer Đức (Deutsches Panzermuseum), Munster, Đức.

Còn hoạt động được (được bảo quản trong tình trạng tốt, hoạt động bình thường)

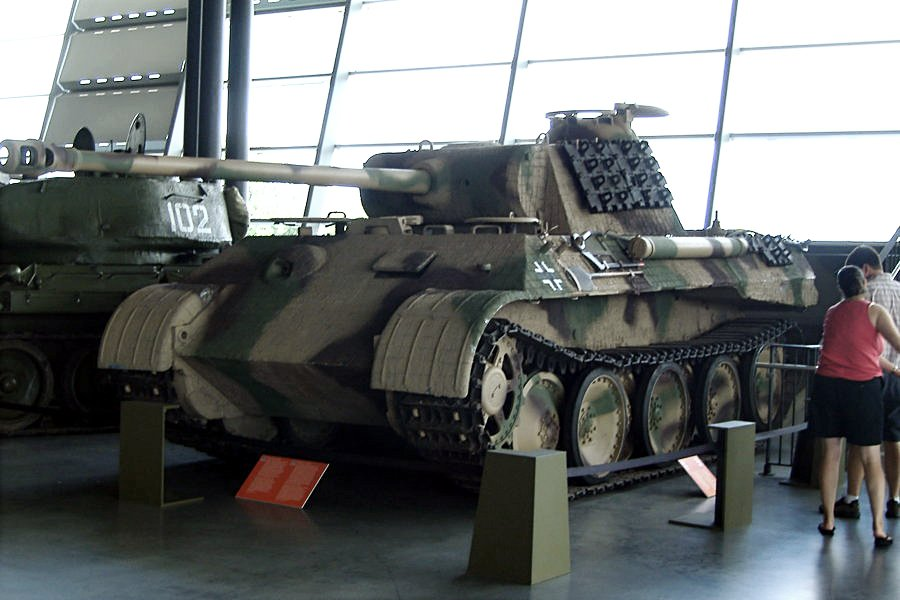
Chiếc Panther Ausf.A được phục chế lại tại bảo tàng chiến tranh Canada, Ottawa

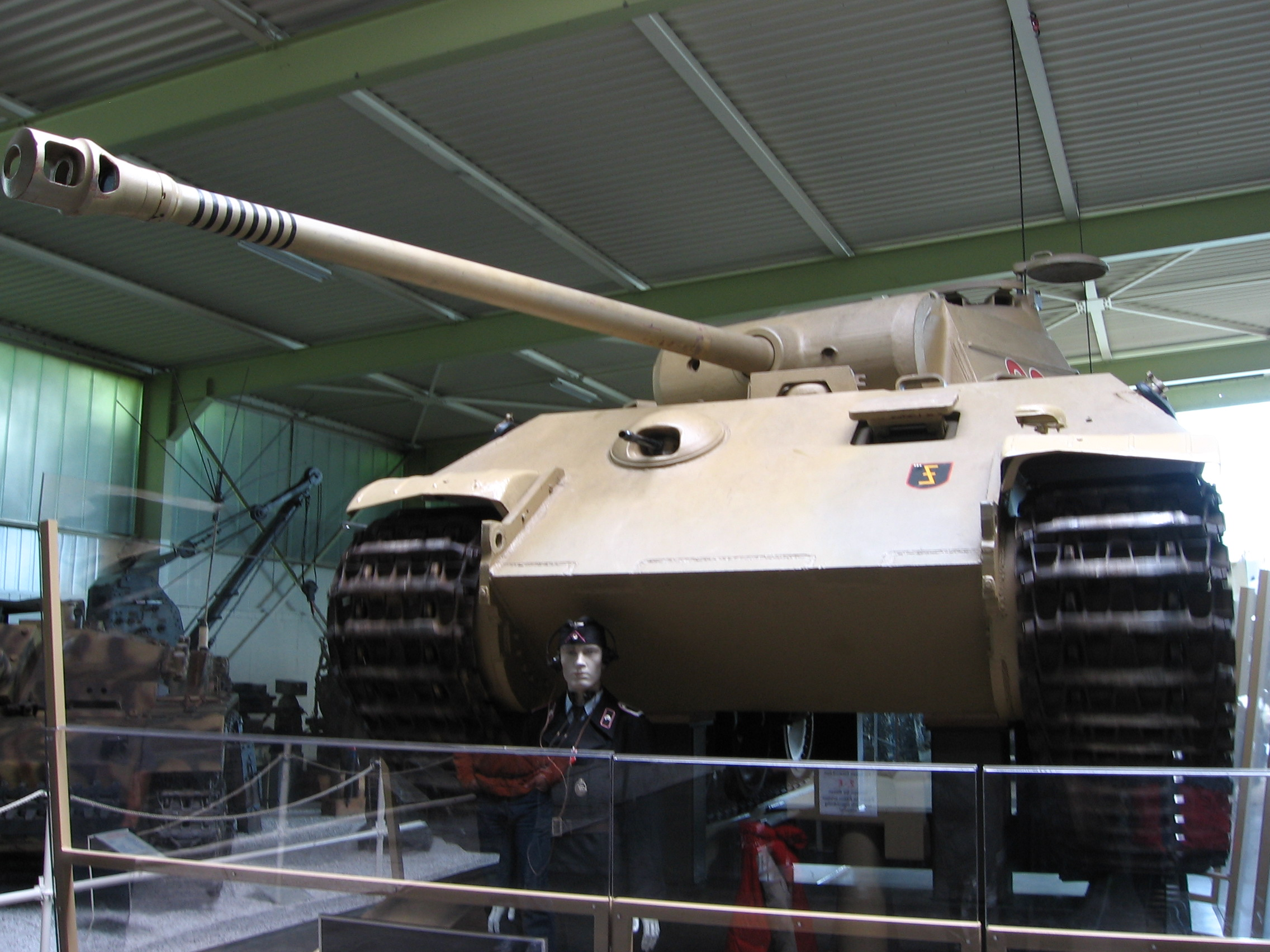
Chiếc Panther tại bảo tàng Sinsheim Auto & Technik (Sinsheim Auto & Technik Museum), Sinsheim, Đức

- Chiếc Panther Ausf.A tại bảo tàng xe cơ giới quân sự (Military Vehicle Technology Foundation), Mỹ.
- Chiếc Panther Ausf.A tại bảo tàng Musée des Blindés, Pháp.
- Chiếc Panther Ausf.A (tăng chỉ huy) tại bảo tàng thiết giáp Panzer Đức (Deutsches Panzermuseum), Munster, Đức.
- Chiếc Panther Ausf.G tại bảo tàng Wehrtechnische Studiensammlung, Koblenz, Đức. Chiếc Panther này được hoàn thành và sửa chữa bởi các kỹ sư UK REME; được dùng để thử nghiệm.
- Chiếc Panther Ausf.G tại bảo tàng cổ vật của Friedrich Christian Flick (Friedrich Christian Flick Private Collection), Đức. Chiếc Panther được nhóm kỹ sư UK REME sửa chữa nhằm mục đích thí nghiệm.
- Chiếc Panther Ausf.G tại bảo tàng thiết giáp Kubinka (Kubinka Tank Museum), Nga.

Không còn hoạt động được (hiện chỉ là mẫu vật)
- Chiếc Panther Ausf.D tại công viên Wilhelmina, Breda, Hà Lan. Chiếc Panther này trực thuộc sư đoàn thiết giáp số 1 của quân đội Ba Lan;nó được sửa chữa và phục chế lại bởi Kevin Wheatcroft vào năm 2004-2005.

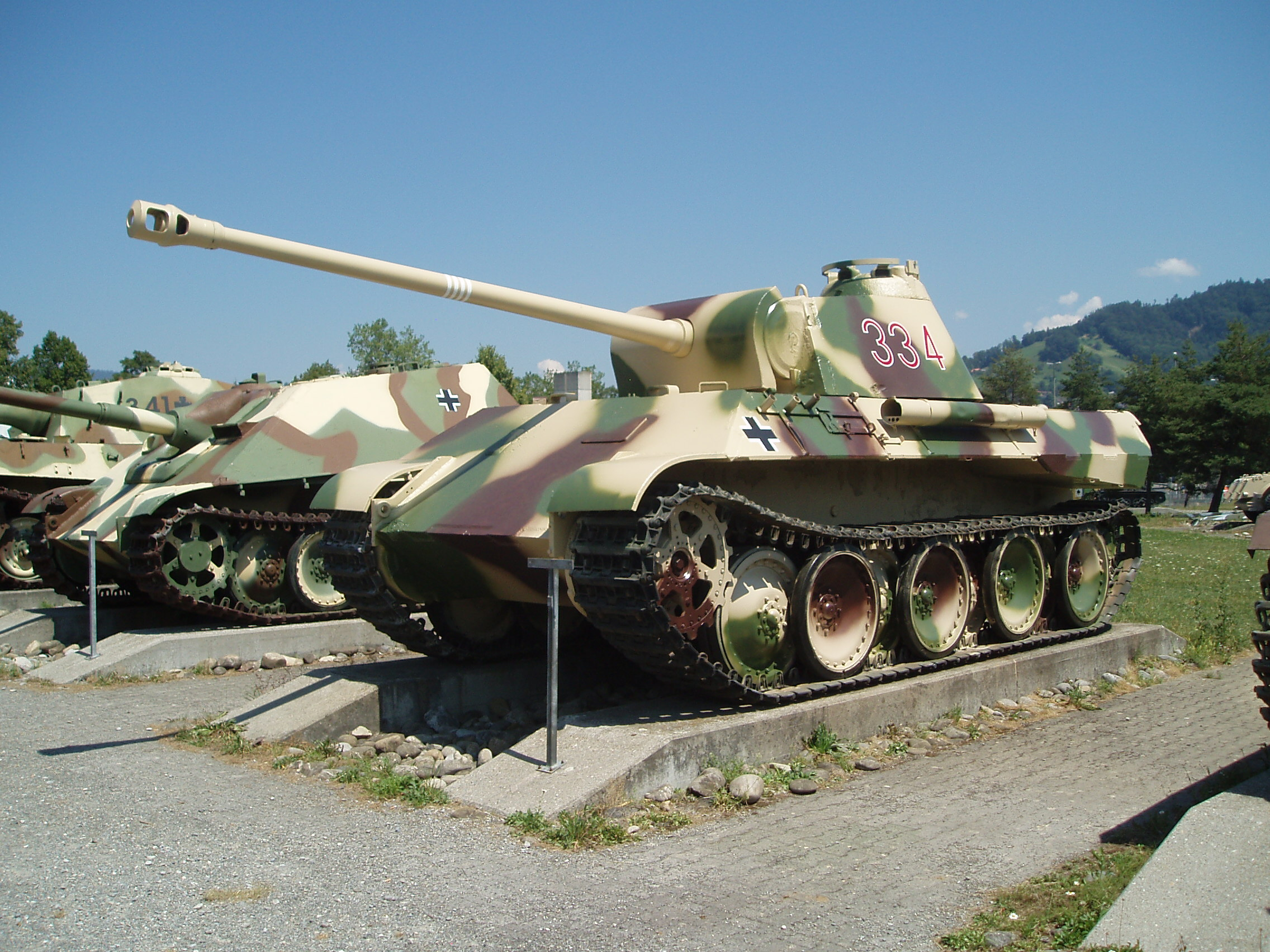
Xe tăng Panther Ausf.G tại bảo tàng Panzer Thun (Panzermuseum Thun), Thụy Sĩ

- Chiếc Panther Ausf.D/G (lắp ráp thân tăng phiên bản D và tháp pháo phiên bản G) tại bảo tàng Panzer Thun (Panzermuseum Thun), Thun, Thụy Sĩ. Hiện đang có rất nhiều nghi vấn được đặt ra cho chiếc tăng này, nó có một tấm khiên sắt (đã được thay thế), nhưng lại có nhiều điểm giống với tấm khiên của phiên bản G, tuy nhiên đằng sau tấm khiên không có dấu hiệu nào của bộ nối ống ngắm súng máy đồng trục và tay cầm cho người điều khiển súng máy.Bộ nối súng máy ở trên tháp pháo thì lại chỉ ra rằng đây là tấm khiên của phiên bản Ausf.A hoặc phiên bản đời đầu của Ausf.G. Thân tăng với thiết kế lỗ hở nhỏ dùng để lắp súng máy được cho là của phiên bản Ausf.D hoặc phiên bản Ausf.A đời đầu. Những con số đánh dấu trên thân và tháp pháo có thể giúp người ta nhận diện được thành phần của chiếc xe tăng lai này, nhưng vì mục đích trưng bày nên người ta đã sơn lại toàn bộ khiến cho việc xác định rất khó.
- Chiếc Panther Ausf.A (DEMAG sản xuất) thuộc quyền sở hữu của Kevin Wheatcroft-nhà sưu tầm, Anh.

- Chiếc Panther Ausf.A tại bảo tàng chiến tranh Canada (Canadian War Museum). Vào tháng 1 năm 2008, một phần của chiếc xe được sơn lại nhằm mục đích sửa chữa, nó được mua lại từ bảo tàng CFB Borden, trước đó nó đã tham gia lễ mừng chiến thắng vào tháng 5 năm 1945. Chiếc Panther đã mất đến hơn 2 năm sửa chữa trước khi trưng bày trước công chúng.[129]
- Chiếc Panther Ausf.A thuộc bộ sưu tập của Rex & Rod Cadman (Rex & Rod Cadman Collection), Anh.
- Chiếc Panther Ausf.A tại bảo tàng chiến tranh quân đội Mỹ (US Army Ordnance Museum), Mỹ.
- Chiếc Panther Ausf.A tại bảo tàng Sinsheim Auto & Technik, Sinsheim, Đức.
- Chiếc Panther Ausf.A tại bảo tàng Musée des Blindés, Saumur, Pháp.
- Chiếc Panther Ausf.A tại bảo tàng Mourmelon-le-Grand, Pháp.
- Chiếc Panther Ausf.G tại bảo tàng Musée des Blindés, Pháp.
- Chiếc Panther Ausf.G tại bảo tàng tăng-thiết giáp Bovington (Bovington Tank Museum), Anh. Được tu sửa lại sau chiến tranh bởi nhóm kỹ sư UK REME, sử dụng để thử nghiệm.[131]

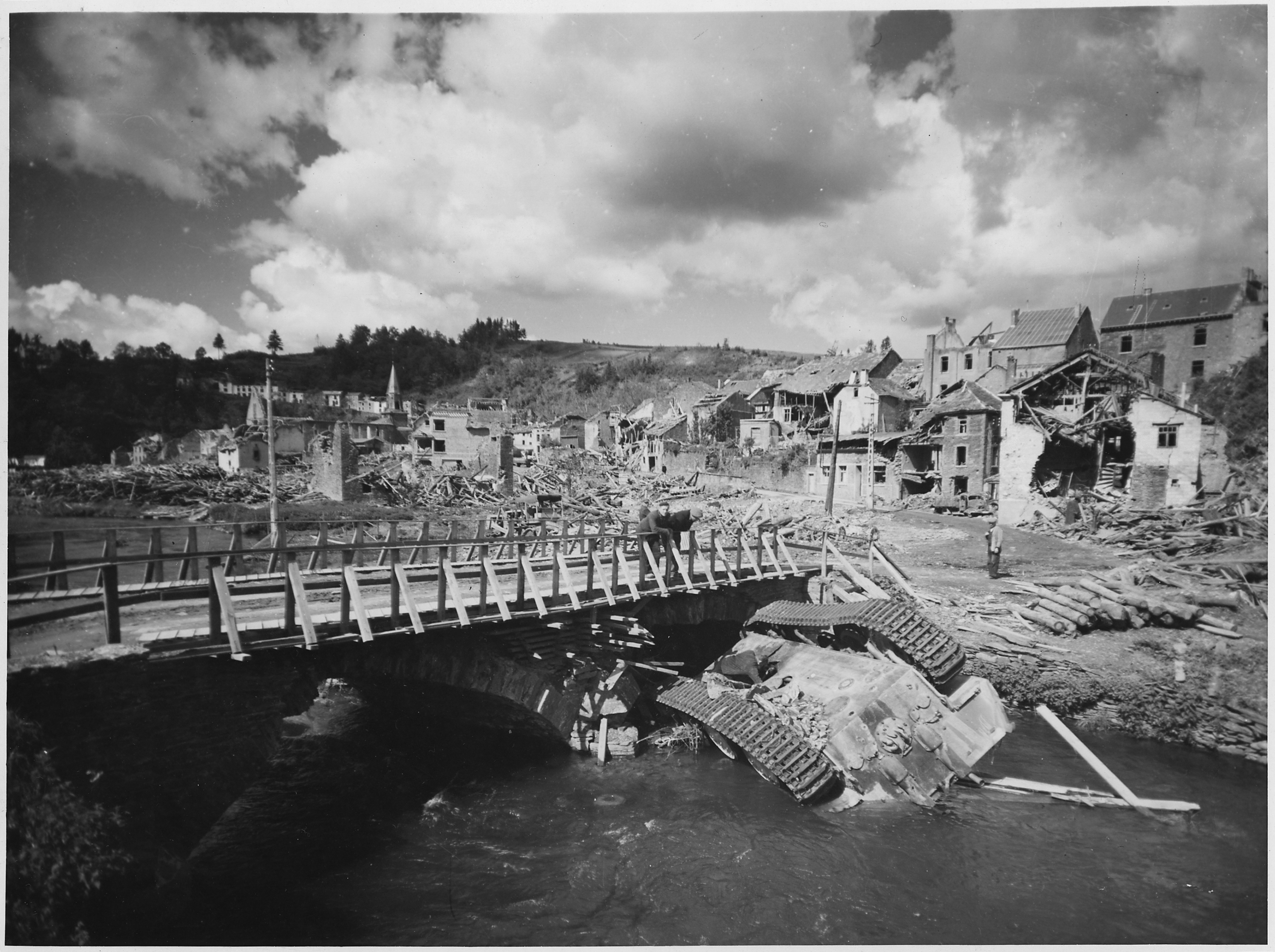
Chiếc Panther nằm dưới dòng sông Houffalize, 1945

- Chiếc Panther Ausf.G bị rớt xuống dòng sông tại Houffalize, Ardennes, Bỉ (trong trận Bulge), nó đã được tìm thấy nhưng người ta để nguyên và xem nó như một di tích.
- Chiếc Panther Ausf.G với tấm khiên được thiết kế thấp tại bảo tàng chiến tranh quân đội Mỹ (US Army Ordnance Museum).
- Chiếc Panther Ausf.G bị bắn xuyên giáp bởi một viên đạn PIAT trong trận Overloon tại bảo tàng chiến tranh Overloon, Overloon, Hà Lan.
- Chiếc Panther Ausf.G tại bảo tàng tướng George Patton (General George Patton Museum), Fort Knox, Kentucky, Mỹ.
- Chiếc Panther II với tháp pháo của phiên bản Ausf.G, tấm khiên được thiết kế thấp, được phối hợp từ nhiều bộ phận của phiên bản Ausf.G mà bảo tàng có được, hiện được trưng bày tại bảo tàng tướng George Patton (General George Patton Museum), Fort Knox, Kentucky, Mỹ.

Hiện đang bị hư hỏng nặng
- Chiếc Panther Ausf.A tại bảo tàng Sinsheim Auto & Technik (Sinsheim Auto & Technik Museum), Sinsheim, Đức.
- Chiếc Panther Ausf.A tại bảo tàng tháng 8 năm 1944 (August 1944 Museum), Falaise, Pháp.
- Chiếc Panther Ausf.A thuộc quyền sở hữu của nhà sưu tập Kevin Wheatcroft. Sẽ được phục chế trong tương lai nhưng các bộ phận hiện tại đã bị mất hoặc tái chế.
- Chiếc Panther Ausf.A thuộc quyền sở hữu của nhà sưu tập Kevin Wheatcroft. Sẽ được phục chế lại thành một chiếc Ausf.D nhưng các bộ phận hiện tại đã bị mất hoặc tái chế.
- Chiếc Panther Ausf.G tại Grandmenil, Bỉ.
- Chiếc Panther Ausf.G tại Celles, Houyet, Bỉ.

## Xuất hiện trong các phương tiện giải trí

### Trong game

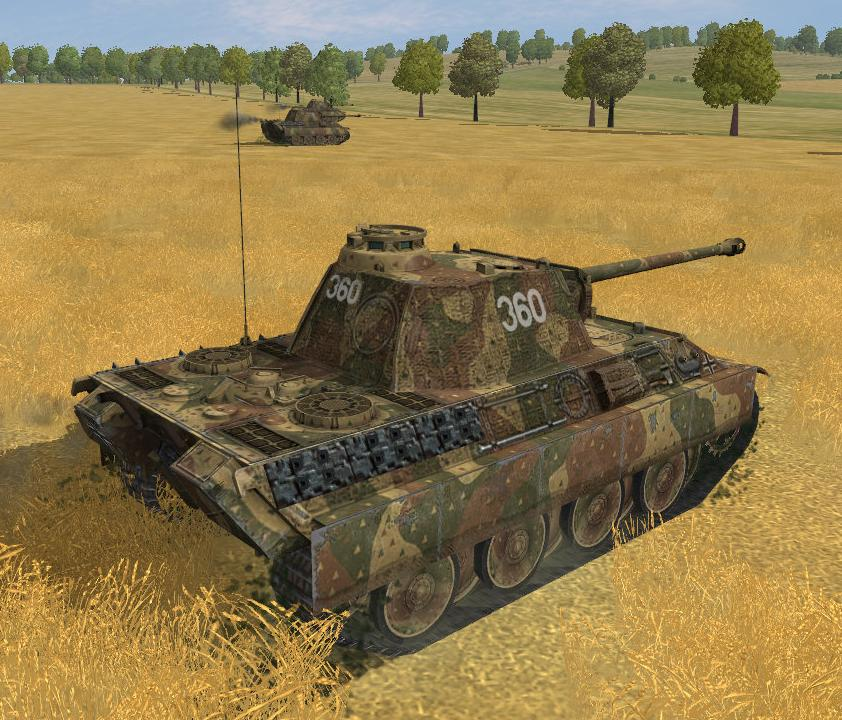
Panther xuất hiện trong game "Theatre of War"

Panther xuất hiện khá nhiều trong các phương tiện giải trí, điển hình chính là game, nó xuất hiện với vai trò là xe tăng chủ lực (đối với phe Đức) và mục tiêu của máy bay (đối với phe Đồng Minh) trong game Panzer General I, II, III và Allied General (cả hai đều là game chiến thuật thời gian thực, dàn trận chiến thuật). Trong game, người chơi có thể nhận thấy Panther là loại tăng mạnh nhất (đúng ở một số mức độ) khi đối đầu với cả Liên Xô và Đồng Minh.
Ngoài ra, Panther còn có thể được thấy trong các game như Blitzkrieg và Sudden Strike, trong cả hai game, Panther đều thuộc những binh chủng mạnh nhất với hỏa lực và lớp giáp bọc thuộc hạng trung bình (khác xa so với thực tế). Game cho thấy rõ nét nhất về Panther là Theatre of War, War Thunder và Company of Heroes: Opposing Fronts.
Trong game Red Orchestra: Ostfront 41-45, người chơi có thể chơi chế độ lái tăng và được phép điều khiển-lái tăng Panther, kiêm luôn việc điều khiển súng máy.
Panther còn có thể được thấy trong các game Soldiers: Heroes of World War II, Faces of War và trong trò chơi nhập vai trực tuyến nhiều người chơi World of Tanks.

### Trong phim
Xe tăng Panther có thể được thấy trong bộ phim "The Fall of Berlin" - công chiếu vào năm 1949 hoặc bộ phim " T-34" của nga

## Thông số kĩ thuật chi tiết[133][134]
- Kíp chiến đấu: 5 người.

Kích thước chung
- Chiều dài
  - Bao gồm pháo chính: 8,66 m.
  - Không tính pháo chính(chỉ tính thân): 6,87 m.
- Chiều rộng
  - Thân: 3,27 m.
  - Tính thêm lớp đĩa riềm: 3,42 m.
- Chiều cao: 2,99 m.
- Trọng lượng chiến đấu (3 dòng chính):
  - Ausf.D: 43 tấn.
  - Ausf.A: 45,5 tấn.
  - Ausf.G: 44,8 tấn (46,58 tấn nếu như lắp thêm bánh sắt).

Tốc độ
- Tốc độ di chuyển trên đường: 55 km/h khi hoạt động động cơ ở mức 3.000 vòng/phút (46 km/h khi hoạt động động cơ ở mức 2.500 vòng/phút).
- Tầm hoạt động: 200 km.

Độ vượt chướng ngại vật
- Chướng ngại vật đặt dọc: 0,9 m.
- Hầm-rãnh: 1,9 m.
- Chướng ngại vật đặt trước: 1,7 m.

## Thông số kĩ thuật chi tiết

Xe tăng Panther nhìn theo ba mặt